# قائمة شخصيات ون بيس
تتميز مانغا ون بيس بمجموعة واسعة من الشخصيات التي أنشأها إييتشيرو أودا. تدور أحداث السلسلة في عالم خيالي حيث تتصارع أعداد كبيرة من القراصنة، والجنود، والثوار، ومغامرين آخرين مع بعضهم البعض، مستخدمين قدرات خارقة متنوعة. غالبية الشخصيات بشرية، لكن السلسلة تضم أيضًا الأقزام، والعمالقة، ورجال البحر وحوريات البحر، والبرمائيين،  وشعوب السماء، والمنك، وغيرهم الكثير. يمتلك العديد من الشخصيات قدرات مكتسبة من تناول "فاكهة الشيطان". تتبع قصة السلسلة مغامرات مجموعة من القراصنة أثناء بحثهم عن الكنز الأسطوري المعروف باسم "ون بيس".
مونكي دي لوفي هو البطل الرئيسي في السلسلة، وهو قرصان شاب يطمح إلى أن يكون خليفة غولد روجر، ملك القراصنة المتوفى، من خلال العثور على كنزه، "ون بيس". على مدار السلسلة، يجمع لوفي لنفسه طاقمًا متنوعًا يُدعى قراصنة قبعة القش، والذي يتضمن: المقاتل ذو السيوف الثلاثة رورونوا زورو (يشار إليه أحيانًا باسم رورونوا زولو في المانغا الإنجليزية)؛ اللصة والملاحة نامي؛ الرامي الجبان والمخترع أوسوب؛ الطباخ العاشق وفنان الدفاع عن النفس سانجي؛ حيوان الرنة المتحول والطبيب توني توني تشوبر؛ عالمة الآثار نيكو روبين؛ صانع السفن السايبورغ فرانكي؛ الموسيقار الهيكل العظمي الحي بروك؛ والرجل السمكة جيمبي. معًا، يبحرون سعيًا وراء أحلامهم، ويواجهون قراصنة آخرين، وصيادي مكافآت، ومنظمات إجرامية، وثوار، وعملاء سريين، وجنود من حكومة العالم الفاسدة، بالإضافة إلى العديد من الأصدقاء والأعداء الآخرين.

## الإنشاء والتصور
تم توضيح أن العديد من الشخصيات في العمل مستندة إلى قراصنة وبحارة حقيقيين. تشمل هذه الشخصيات: يوستاس كيد (يوستاس الراهب وويليام كيد)، إكس دريك (السير فرانسيس دريك)، باسيل هوكينز (باسيل رينغروز وجون هوكينز)، كابوني بيج (آل كابوني وويليام لو سوفاج)، جولري بوني (آن بوني)، أوروج (عروج بربروس)، ألفيدا (أويلدا)، بارتولوميو (بارتولوميو روبرتس)، بيلامي (سام بيلامي)، بلاكبيرد (اللحية السوداء)، كافنديش (توماس كافنديش)، بيج مام (شارلوت بادجر)، غولد روجر (أوليفييه ليفاسور)، لافيت (جان لافيت)، رورونوا زورو (فرانسوا لولونييه)، سيلفرز رايلي (السير والتر رالي)، ثاتش (إدوارد ثاتش)، يوركي (كاليكو جاك)، زيف وسانجي ("أحمر الساقين "جريفز)، ترافالغار لاو (إدوارد لو)، بارباروسا (خير الدين بربروس)، وسكراتشمن أبو (تشوي آبو).الشخصية المتحولة جنسياً إمبريو إيفانكوف مستندة إلى د. فرانك إن. فورتر ونوريو إمامورا.[ch. 508] طلب نوريو من أودا رسم المزيد من شخصيات الأوكاما (المثلية) وأصبح أول ممثل صوتي لإيفانكوف.[ch. 570]
أودا قام بإنشاء شخصية هيلميبو قبل أن ينشئ شخصية الكابتن مورغان، والد هيلميبو. أودا أطلق في الأصل اسم "تشوب" على مورغان، وكان اللقب الكامل للشخصية هو "كابتن البحرية تشوب" أو "البحار تشوب". كلمة "بحار" في اليابانية هي suihei ‎ (水兵)، و"Suihei Chop" هي تقنية قتالية يستخدمها العملاق بابا، وهو مصارع ياباني. قام بإنشاء عدة نسخ من شخصية مورغان قبل أن يستقر على التصميم النهائي. بعد أن أخبره محرر بأن مورغان، حسب تعبير أودا، "يبدو سخيفًا"، قام بتغيير التصميم إلى شكله النهائي.[vol. 1:p. 144 (en)]

## قراصنة قبعة القش
| أسم             | دور          | فاكهة الشيطان   | مؤدي صوت الأنمي                    | مؤدي صوت الأنمي                                | ممثلين النسخة الحية |
| أسم             | دور          | فاكهة الشيطان   | اليابان                            | الولايات المتحدة                               | ممثلين النسخة الحية |
| --------------- | ------------ | --------------- | ---------------------------------- | ---------------------------------------------- | ------------------- |
| مونكي دي لوفي   | كابتن        | غومو غومو نو مي | مايومي تاناكا                      | إيريكا شرودر (4Kids)كولين كلينكينبيرد (فنميشن) | إيناكي جودوي        |
| رورونوا زورو    | نائب الكابتن | —               | كازويا ناكاي                       | مارك ديريسون (4Kids)كريستوفر سابات (فنميشن)    | ماكينيو             |
| نامي            | الملاحة      | —               | أكيمي أوكامورا                     | كيري ويليامز (4Kids)لوسي كريستيان (فنميشن)     | إميلي رود           |
| أوسوب           | قناص         | —               | كابي ياماغوتشي                     | جيسون جريفيث (4Kids)سوني سترايت (فنميشن)       | يعقوب روميرو        |
| سانجي           | طباخ         | —               | هيرواكي هيراتا                     | ديفيد مو (4Kids)إيريك فايل (فنميشن)            | تاز سكايلر          |
| توني توني تشوبر | طبيب         | هيتو هيتو نو مي | إيكوي أوتانيكازوي إيكورا (254–263) | برينا بالنسيا (فنميشن)                         | يُحدد لاحقًا          |
| نيكو روبين      | عالمة آثار   | هانا هانا نو مي | يوريكو ياماغوتشي                   | فيرونيكا تايلور (4Kids)ستيفاني يونغ (فنميشن)   | ليرا أبوفا          |
| فرانكي          | صانع سفن     | —               | كازوكي ياو                         | باتريك سايتز (فنميشن)                          | يُحدد لاحقًا          |
| بروك            | موسيقي       | يومي يومي نومي  | تشو                                | إيان سينكلير (فنميشن)                          | يُحدد لاحقًا          |
| جينبي           | قائد الدفة   | —               | دايسكي غوريكاتسوهيسا هوكي          | دانيال بوهو (فنميشن)                           | يُحدد لاحقًا          |

أبطال سلسلة ون بيس هم أعضاء طاقم قراصنة قبعة القش (麦わらの一味, Mugiwara no Ichimi)، وهو فريق مكون من عشرة قراصنة يقوده مونكي دي لوفي. يزداد عدد أفراد الطاقم طوال السلسلة مع قيام لوفي بتجنيد أعضاء جدد. بعد انضمام أوسوب إلى الطاقم، يحصلون على سفينتهم الخاصة "جوينغ ميري"، والتي تُدمر فيما بعد ويتم استبدالها بسفينة أكبر وأقوى تُسمى "ثاوزند ساني" والتي بناها فرانكي، صانع السفن الخاص بهم. بعد مرور عامين، يكتسب قراصنة قبعة القش أسطولًا جديدًا يُعرف بـ"أسطول قبعة القش العظيم"، ويتألف من 5,640 قرصانًا من سبعة فرق مختلفة. يعترض لوفي على فكرة أن يكون قائد الأسطول وينظم جيشه الجديد بحيث يمكنهم العمل بشكل مستقل، ولكن عند وقوع أي طاقم في مشكلة، يجب على الآخرين تقديم المساعدة. في نهاية قصة بلاد وانو، يُعترف بقراصنة قبعة القش كطاقم تحت قيادة إمبراطور، ويُعترف بلوفي كزعيم لأسطول قبعة القش العظيم[ch. 903]، بينما يُعتبر الأعضاء التسعة الآخرون ضباطًا كبارًا[ch. 1058] بعد هزيمتهم لكل من كايدو وبيغ مام.

### مونكي دي لوفي
مونكي دي لوفي (モンキー・D・ルフィ، Monkī Dī Rufi) هو قائد قراصنة قبعة القش والبطل الرئيسي في سلسلة ون بيس. في سن السابعة، يعجب لوفي بقراصنة "شانكس ذو الشعر الأحمر" ويحاول الانضمام إليهم. بعد أن تعرض للسخرية والرفض، يأكل عن غير قصد كنزهم، فاكهة الشيطان من نوع باراميسيا "غومو غومو نو مي" (ゴムゴムの実، Gomu Gomu no Mi)، التي تمنحه خصائص المطاط. تؤدي جهوده المتهورة في النهاية إلى وضعه في خطر جسيم، مما يتسبب في فقدان شانكس لذراعه أثناء إنقاذه. بعد ذلك، يتخلى لوفي عن فكرة الانضمام إلى شانكس، ويقرر بدلاً من ذلك أن يؤسس طاقمًا خاصًا به ويصبح ملك القراصنة.[ch. 1] غير راضٍ عن تدليل شانكس لحفيده، يأخذ غارب لوفي ليعيش مع كيرلي دادان وقطاع الطرق الجبليين الذين يفرض عليهم أن يتخذوه كابن لهم. خلال فترة وجود لوفي هناك، يصبح أخًا بالقسم مع آيس، الوصي الآخر لغارب، وسابو، نبيل محلي هارب.[ch. 582–589]
بعد عشر سنوات وما زال يرتدي قبعة القش الثمينة لشانكس، يُشكِّل لوفي ويدير طاقمه الخاص من القراصنة المسمى "قراصنة قبعة القش" ويُبحر إلى الغراند لاين، وبسرعة يكتسب سمعة سيئة كـ "قبعة القش" (Mugiwara).[ch. 2,7,96,98] في نهاية المطاف، بعد أن تبيّن أن قوته غير كافية لإنقاذ آيس من الإعدام، يقضي عامين في جزيرة منعزلة، لتعلم استخدام الألوان الثلاثة لـ الهاكي بالإضافة إلى تقنية "الجير الرابع" من سيلفر رايلي، قبل التوجه إلى العالم الجديد.[ch. 590–602] بفضل سمعته السيئة، يعد أحد القراصنة المعروفين بـ "الجيل الأسوأ". بعد هزيمة كايدو وبيج مام، يُسمى لاحقًا كأحد أحدث أعضاء الأباطرة الأربعة. لوفي أيضًا قادر على استخدام التطبيق المتقدم لجميع أنواع الهاكي. وخلال معركته مع كايدو، استيقظت قوة فاكهته الشيطانية، كاشفة عن طبيعتها الحقيقية كنوع زون الأسطوري، هيتو هيتو نو مي، النموذج:نيكا.
يؤدي صوت لوفي في سلسلة الأنمي مايومي تاناكا. في النسخة الإنجليزية التي قدمتها 4Kids، تؤدي صوته إريكا شرودر. أما في النسخة الإنجليزية التي قدمتها فنميشن، فتؤدي صوته كولين كلينكينبيرد. وفي النسخة العربية زياد الرفاعي (الحلقات 1-71) ولينا ضوا (لوفي الصّغير) وسامر رضوان (الحلقات 72-78) وفادي وفائي (الحلقات 79-104).
تم تجسيد شخصية لوفي بواسطة إيناكي جودوي في النسخة الحية من ون بيس.

### رورونوا زورو
رورونوا زورو (ロロノア・ゾロ) هو سياف يستخدم ثلاثة سيوف في وقت واحد، حاملاً سيفًا في كل يد وسيفًا ثالثًا في فمه.[ch. 3,5,28] ولتحقيق وعده لكوينا، صديقة طفولته ومنافسته المتوفاة، يسعى لهزيمة "عين الصقر" ميهوك ويصبح أعظم سياف في العالم. [ch. 5,50] أثناء تجوله في البحار بحثًا عن ميهوك وكسب عيشه كصائد مكافآت، أصبح معروفًا باسم زورو "صائد القراصنة" (海賊狩りのゾロ Kaizoku-Gari no Zoro).
في نهاية المطاف، يدخل في صراع مع هيلميبو، الابن المدلل لضابط في البحرية. لمنع إيذاء المدنيين الأبرياء، يسمح زورو لنفسه بأن يُسجن مؤقتًا، بينما يخطط هيلميبو لقتله. يتم إنقاذ زورو من الإعدام بواسطة لوفي مقابل أن يصبح أول فرد في طاقمه. في تلك اللحظة، يوضح زورو أنه سينقلب ضد قائده إذا تدخل في طريقه نحو تحقيق حلمه.[ch. 2–6] ومع ذلك، يبدأ زورو في حب طاقمه وبعد عدة هزائم خلال دفاعه عنهم، تتغير أولوياته ويقنع ميهوك بتدريبه كطالب.[ch. 51f.,485,597] زورو قادر على استخدام جميع أنواع الهاكي الثلاثة، وقادر على تطبيقها بشكل متقدم لكل من الهاكي الملكي وهاكي التصلب. يُعرف زورو بأنه سيء جدًا في تحديد الاتجاهات ودائمًا ما يضيع أثناء السفر.
في سلسلة الأنمي التلفزيونية، مؤدي صوته هو كازويا ناكاي. في النسخة الإنجليزية من 4Kids، يُنطق اسمه رورونوا زولو، ويتم أداء صوته بواسطة مارك ديريسون. فيز ميديا تسميه أيضًا "زولو". في النسخة الإنجليزية من فنميشن، يتم أداء صوته بواسطة كريستوفر سابات. وفي النسخة العربية مروان فرحات وسمر كوكش (زورو الصّغير).
تم تجسيد شخصية زور بواسطة ماكينيو في النسخة الحية من ون بيس.

### نامي
تمت رعاية وتربية نامي (ナミ) بواسطة بيلمير، وهي جندية سابقة في البحرية أصبحت فيما بعد مزارعة تنجرين. شهدت نامي مقتل والدتها على يد القرصان الشهير أرلونغ، الذي يسيطر طاقمه على جزيرتهم ويفرض ضرائب على السكان. عقدت نامي اتفاقًا معه وهي لاتزال طفلة، وانضمت إلى القراصنة رغم كرهها لهم. كانت نامي رسامة خرائط موهوبة تحلم برسم خريطة للعالم بالكامل، وتأمل في تحرير قريتها بشراء حريتهم في المستقبل. خلال نشأتها كقرصانة تكره القراصنة، كانت ترسم الخرائط لأرلونغ وتسرق الكنوز من قراصنة آخرين، حتى أصبحت لصّة مهارة في النشل وملاحة رائعة، تتمتع بقدرة استثنائية على التنبؤ بالأحوال الجوية.[ch. 77,95,130] بعد أن يخونها أرلونغ ويتعرض هو وعصابته للهزيمة على يد قراصنة قبعة القش، تنضم نامي إليهم لتحقيق حلمها وتكتسب شهرة بنفسها كـ"القطة اللصة" نامي (泥棒猫のナミ, Dorobō Neko no Nami).[ch. 94f.,435]
في سلسلة الأنمي التلفزيونية، تؤدي أكيمي أوكامورا صوت نامي. في النسخة الإنجليزية التي أنتجتها شركة 4Kids، تؤدي كيري ويليامز صوتها. أما في النسخة الإنجليزية التي أنتجتها شركة فنميشن، فتم تأديت صوتها بواسطة لوسي كريستيان. وفي النسخة العربية سمر كوكش.
تم تجسيد شخصية نامي بواسطة إميلي رود في النسخة الحية من ون بيس.

### أوسوب
خلال طفولته المبكرة، تخلّى والد أوسوب (ウソップ, Usoppu)، ياسوب، عنه ليلتحق بقراصنة الشعر الأحمر. عندما مرضت والدته، بانتشينا، بدأ أوسوب في سرد قصص مبالغ فيها، معبرًا عن أمله في أن يعود والده ليأخذهم في رحلة إلى البحر. كان يذهب بانتظام إلى القصر على قمة التل حيث يعيش، لزيارة كايا. حتى بعد وفاة والدته، لم يلوم أوسوب والده على الرحيل. وعلى الرغم من طبيعته الجبانة، يسعى ليصبح قرصانًا عظيمًا.[ch. 25,41]
يُعرف أوسوب بأنفه الطويل، والذي يُعتبر إشارة إلى ميله للكذب كثيرًا. هو مخترع موهوب، رسام، ونحات.[ch. 42,106,190] في القتال، يعتمد بشكل رئيسي على المقاليع لإطلاق أنواع مختلفة من الذخيرة بدقة عالية، بالتنسيق مع مجموعة من الأكاذيب والأسلحة الأخرى، مما يمنحه أسلوب قتال فريد يُعرف بـ "ترسانة أوسوب".[ch. 332] لمساعدة قراصنة قبعة القش في إنقاذ نيكو روبين، يحقق شهرة تحت شخصيته البديلة "سوغيكينغ، ملك القناصة" (狙撃の王様そげキング, Sogeki no Ō-sama Sogekingu)، وهو قناص بطل يرتدي قناعًا ذهبيًا وعباءة. في النهاية، بعد مساعدة قراصنة قبعة القش في تحرير دريسروزا من حكم دونكيهوتي دوفلامينجو، يُصبح سيء السمعة بشخصية "الإله" أوسوب (ゴッド ウソップ, Goddo Usoppu).[ch. 435]
في سلسلة الأنمي التلفزيونية، يقوم كابي ياماغوتشي بأداء صوته. في النسخ الإنجليزية من 4Kids وفنميشن، يقدم جيسون غريفيث وسوني سترايت صوته على التوالي. وفي النسخة العربية عادل أبو حسون.
تم تجسيد شخصية أوسوب بواسطة يعقوب روميرو في النسخة الحية من ون بيس.

### سانجي
وُلِد فينسموك سانجي (ヴィンスモーク・サンジ Vinsumōku Sanji) كأمير لمملكة جيرما، حيث كان يتعرض للسخرية بشكل مستمر من قبل أشقائه المعدلين جينيًا. قام والده جادج بحبسه لكونه يُعتبر عارًا. بمساعدة شقيقته ريجو، يتمكن سانجي من الهروب والفرار من جيرما، وهي مملكة عائمة تتألف من عدة سفن، بعد دخولها الأزرق الشرقي وموافقة والده على ذلك..
أثناء خدمته كتلميذ طاهٍ على متن سفينة ركاب، يتحدى سانجي الذي يبلغ من العمر تسع سنوات مجموعة قراصنة بقيادة "الساق الحمراء" زيف الشهير. خلال المواجهة، يُجرف سانجي إلى البحر بفعل موجة ضخمة. يقفز زيف وراءه بسبب حلمهما المشترك في العثور على الأزرق الكامل (オールブルー Ōru Burū)، وهي منطقة أسطورية حيث تلتقي البحار الزرقاء الشرقية والغربية والشمالية والجنوبية، وتحتوي على كل أنواع الأسماك في العالم. أثناء وجودهما كثنائي على الجزيرة، ينقذ القرصان حياة سانجي مرة أخرى بإعطائه كل طعامهم. بعد إنقاذهم في النهاية، يبقى سانجي مع زيف لعدة سنوات ويساعده في بناء مطعم عائم، باراتي (バラティエ). بالمقابل، يجعله زيف طاهٍ من الدرجة الأولى ويعلمه أسلوب القتال الذي يعتمد على الركلات.[ch. 56–59] على غرار زيف، لا يرفض سانجي أبدًا تقديم وجبة لشخص جائع، ويستخدم ساقيه فقط عند القتال لحماية يديه التي يحتاجهما للطهي.[ch. 48,370] لديه ضعف تجاه النساء ويجعل من مبدئه ألا يؤذي امرأة أبدًا، حتى لو كان ذلك يعني موته.[ch. 403]
في النهاية، أصبح مشهورًا بلقب "الساق السوداء" سانجي (黒脚のサンジ Kuro Ashi no Sanji).[ch. 435] أثناء تدريبه لمدة عامين لدى إمبريو إيفانكوف في مملكة كاماباكا (カマバッカ王国 Kamabakka Ōkoku)، يطور تقنية السير في السماء (空中歩行 Sukai Wōku)، وهي نسخة من تقنية الست قوى (六式 Rokushiki) المعروفة بـ السير على القمر (月歩 Geppo)، والتي تتيح له بشكل أساسي الركض في الهواء.[ch. 635] سانجي يحصل على البدلة الخاصة به من عائلته، والتي تمنحه القدرة على أن يصبح غير مرئي.[ch. 903]، لكنه لاحقًا يدمرها خوفًا من فقدان إنسانيته.[ch. 1031]
المظهر الاساسي لسانجي هو ارتداء بدلة سوداء متناسقة مع ربطة عنق سوداء نحيفة. شعره دائمًا يغطي إحدى عينيه وعادةً ما يكون يدخن سيجارة.
في سلسلة الأنمي التلفزيونية، يتم أداء صوته بواسطة هيرواكي هيراتا. أما في النسخة الإنجليزية من 4Kids، فيُؤدي صوته ديفيد مو. وفي النسخة الإنجليزية من فنميشن، يؤدي صوته إيريك فايل. وفي النسخة العربية محمد مصطفى (ممثل).
تم تجسيد شخصية سانجي بواسطة تاز سكايلر في النسخة الحية من ون بيس.

### توني توني تشوبر
توني توني تشوبر (トニートニー・チョッパー Tonī Tonī Choppā) هو رنة مجسمة وطبيب. تمنحه قوة فاكهة إنسان-إنسان (ヒトヒトの実 Hito Hito no Mi) من نوع زون القدرة على التحول إلى رنة بحجم كامل أو هجين بين الإنسان والرنة.[ch. 140] دواء طوره بنفسه يسمى كرات رامبل (ランブル・ボール Ranburu Bōru) يمكنه من القيام بمزيد من التحولات لمدة ثلاث دقائق.[ch. 149] بمساعدة من سيزار كلاون، يستطيع تشوبر البقاء في تحولاته لمدة تصل إلى حوالي 30 دقيقة.[ch. 1014]
بعد أن رفضه قطيعه بسبب أنفه الأزرق وأكله لفاكهة الشيطان، تم إنقاذ تشوبر بواسطة الطبيب المزيف دكتور هيلولوك في جزيرة الطبل. بينما كان هيلولوك يعمل على تطوير جرعة لخلق زهور الكرز عند ملامستها للثلج، انكسر قلب تشوبر عندما أصيب هيلولوك بمرض قاتل. بعد وفاة هيلولوك، تأخذ الدكتورة كوريها تشوبر تحت جناحها كمعلمة له. وعندما يصل قراصنة قبعة القش إلى جزيرة الطبل ويأخذون تشوبر معهم، تستخدم كوريها جرعة هيلولوك لتحويل السماء الثلجية إلى زهور كرز، محققة حلم حياة هيلولوك. عندما يُثني عليه أحد، يشعر تشوبر بالإحراج وأحياناً يصرخ في وجه الشخص الذي أثنى عليه، مطالباً إياه بالتوقف عن محاولة إسعاده.[ch. 140] النكتة المتكررة في السلسلة هي عندما تخطئ الشخصيات الأخرى في اعتباره تونكي، فيصحح لهم بغضب، موضحاً أنه تونكاي (وهي كلمة يابانية تعني "غزال الرنة").
مؤدية صوت تشوبر هي إيكو أوتاني قامت كازوي إيكورا بتأدية صوت توني توني تشوبر في الحلقات من 254 إلى 263. برينا بالنسيا تؤدي صوت تشوبر في النسخة الإنجليزية المدبلجة بواسطة فنميشن. وفي النسخة العربية لمى الشمندي.
عندما قام أودا بإنشاء تشوبر، أراد أن يكون لديه تميمة تكون جميلة وضعيفة في الوقت نفسه. أشادت مراجعة من آي جي إن لشخصية تشوبر في المانغا، ووصفتها بأنها واحدة من أروع الشخصيات في السلسلة، وذكرت أنه قادر على أن يكون مؤثرًا ومضحكًا في نفس الوقت. من خلال قصة تشوبر الخلفية، أراد أودا أن يوضّح أن الشخص ليس بحاجة لرابط دم كي يُعتبر جزءًا من العائلة.

### نيكو روبين
نشأت في أوهارا (オハラ)، موطن أقدم وأكبر مكتبة في العالم، أصبحت نيكو روبين (ニコ・ロビン Niko Robin) عالمة آثار في سن الثامنة.[ch. 218,391f.] في مرحلة ما، تكتسب قوة فاكهة الزهرة-الزهرة (ハナハナの実 Hana Hana no Mi) من نوع باراميسيا، والتي تتيح لها إنشاء نسخ مؤقتة من أجزاء من جسمها، بما في ذلك عينَيها وأذنيها، حيث تظهر على الأسطح القريبة منها.[ch. 170] بسرية تامة عن معلميها، تتعلم روبين منهم كيفية ترجمة الأحجار القديمة المحرمة المعروفة باسم البونيغليف (歴史の本文 Pōnegurifu), التي تنتشر حول العالم. تشاركهم هدفهم في العثور على البونغليف الحقيقي (真の歴史の本文 Rio Pōnegurifu), الذي يُقال أنه يكشف التاريخ المفقود للعالم المعروف بفراغ المئة عام (空白の100年 Kūhaku no Hyaku-nen، القرن المفقود).[ch. 218] ومع ذلك، تكتشف حكومة العالم هذه الجهود وترسل أسطولًا حربيًا لإيقافهم. تتمكن روبين وحدها من الهروب من الهجوم المدمر الذي يودي بحياة جميع سكان الجزيرة، بما في ذلك حياة والدتها.[ch. 218,395]
مُلقَّبة بـ"طفلة الشيطان" (悪魔の子 Akuma no Ko)، ومُصابة بالصدمة، ومع وجود مكافأة على رأسها، تعيش روبين حياتها هاربة غير قادرة على الثقة بأحد.[ch. 218] وللنجاة، تتعاون روبين مع قراصنة مختلفين ومجرمين آخرين. تنضم في النهاية إلى مجموعة باروك وركس التابعة لكروكودايل، مستخدمة الاسم الرمزي "مس أول صنداي" (ミス・オールサンデー Misu Ōrusandē)[ch. 398] وتصبح نائبة الرئيس في المجموعة.[ch. 218] بعد انهيار باروك وركس، ومع عدم وجود مكان آخر لتذهب إليه، تنضم إلى قراصنة قبعة القش[ch. 218] وتصبح متعلقة بهم لدرجة أنها تسلم نفسها للحكومة لإنقاذهم. بعد أن يكتشفوا السبب الحقيقي لتركها الطاقم، يعلن قراصنة قبعة القش الحرب ضد الحكومة لاستعادتها. تدرك عندها أنها أخيرًا وجدت أشخاصًا لن يخونوها أبدًا وتنضم إلى الطاقم مجدداً.[ch. 398] بعد عامين، تقوم روبين بتطوير قدرات فاكهة الشيطان الخاصة بها إلى درجة تمكنها من إنشاء نسخة كاملة الجسد من نفسها.
في سلسلة الأنمي التلفزيونية، مؤدية صوت روبين هي يوريكو ياماغوتشي. في النسخة الإنجليزية من 4Kids، تم تغيير اسمها الرمزي في باروك وركس إلى مس صنداي، وتم تأدية صوتها من قبل فيرونيكا تايلور. في النسخة الإنجليزية من فنميشن، تؤدي صوتها ستيفاني يونغ.
سيتم تجسيد شخصية روبين من قبل ليرا أبوفا في النسخة الحية من ون بيس.

### فرانكي
ابن والدين قرصانين تخلوا عنه في سن التاسعة، كاتي فلام (カティ・フラム Kati Furamu) غير اسمه إلى فرانكي (フランキー Furankī) واحتضنه صانع السفن توم كمتدرب له، وهو من بنى سفينة ملك القراصنة جول دي روجر، "أورو جاكسون"، ويمتلك أيضًا بشكل سري خططًا لسلاح قديم مدمر.[ch. 344,354,427] يؤدي تهور فرانكي في النهاية إلى إتاحة فرصة لوكلاء حكومة العالم الذين يسعون للحصول على هذه الخطط.[ch. 356] أثناء محاولته إنقاذ معلمه، يتعرض فرانكي لإصابات خطيرة، ولا يبقى على قيد الحياة إلا بإعادة بناء أجزاء من جسده باستخدام قطع من الخردة المعدنية، ما حوّله إلى سايبورغ يعمل بالطاقة من الكولا وبقوة كبيرة.[ch. 336,339,352,357] بعد اكتسابه الشهرة باسم "السايبورغ" فرانكي (サイボーグ フランキー Saibōgu Furankī)، ولتحقيق حلمه في الإبحار بسفينة بناها حول العالم، قام ببناء السفينة "ثاوزند ساني"، وهي سفينة حربية شراعية لقراصنة قبعة القش وانضم إلى الطاقم.[ch. 435–437]
في سلسلة الأنمي التلفزيونية، قام بأداء صوته كازوكي ياو. بينما يقدم باتريك سايتز صوته في النسخة الإنجليزية من فنميشن.

### بروك
كان "المهمهم" بروك (ブルック Burukku) بالفعل قرصانًا قبل زمن روجر، ودخل الخط الكبير لأول مرة كعضو في قراصنة رومبار ذات الطابع الموسيقي. ترك حيوانه الأليف، الحوت الصغير لابون (ラブーン Rabūn)، عند الريفيرس ماونتن، ووعد بالعودة بعد الإبحار حول العالم.[ch. 487] بعد فقدان قائده "كاليكو" يوركي (キャラコのヨーキ Kyarako no Yōki)، تولى بروك قيادة الطاقم كالقائد الجديد. وبعد فترة من الزمن، تم القضاء عليه، ولكن قوة فاكهة الشيطان من نوع باراميسيا المعروفة باسم فاكهة إحياء-إحياء (ヨミヨミの実 Yomi Yomi no Mi) سمحت له بالعودة إلى الحياة كهيكل عظمي.[ch. 443] بعد خمسين عامًا، يبقى هدف بروك هو الوفاء بوعد طاقمه الراحل، ولهذا الغرض ينضم إلى قراصنة قبعة القش.[ch. 459]
هو موسيقي ممتاز، ويقول إنه يستطيع عزف أي آلة موسيقية، رغم أنه يُرى عادةً يعزف على الكمان.[ch. 486] بروك يمكنه حتى التأثير على الناس بموسيقاه لدرجة جعلهم يغفون.[ch. 454] أثناء انفصاله عن طاقم قبعة القش، وتحت الاسم المستعار "سول كينغ"، يكتسب شهرة عالمية، ويملأ قاعات الحفلات بالمعجبين.[ch. 600] هو أيضًا مبارز ماهر يستخدم الشيكوميزو (سيف العصا الياباني) في المعركة.[ch. 454] كما أن وزنه المنخفض يسمح له بالقفز بشكل استثنائي عاليًا وبمكنه من الجري على الماء.[ch. 443,493] في نهاية المطاف، يتعلم بروك كيفية استخدام قدرة فاكهة الشيطان الخاصة به ليترك جسده الهيكلي ويستكشف محيطه كروح بلا جسد.[ch. 629]
فكرة الموسيقي الهيكل العظمي تم تصورها لأول مرة من قبل أودا في عام 2000، في وقت قريب من تقديم لابون وأكثر من نصف عقد قبل الظهور الأول لبروك.
تم أداء صوته من قبل تشو. ويقوم إيان سينكلير بأداء صوته في النسخة الإنجليزية من إنتاج فنميشن.

### جينبي
جينبي (ジンベエ Jinbē) هو برمائي من نوع قرش الحوت يشبه الياكوزا.[ch. 528] وهو خبير في كاراتيه البرمائيين (魚人空手 Gyojin Karate) وجوجوتسو البرمائيين (魚人柔術 Gyojin Jūjutsu)، ولديه القدرة على التحكم في الماء وكأنه قماش ملموس.[ch. 546] جينبي يمكنه التواصل مع الأسماك، وهي قدرة عادة ما تكون مرتبطة بعرق حوريات البحر، مما يسمح له بالاستعانة بمساعدة قرش الحوت.[ch. 547–549] بعد أن نشأ في جزء خشن من جزيرة البرمائيين، انضم جينبي أولاً إلى الجيش الملكي للجزيرة، ثم انضم لاحقًا لقراصنة الشمس؛ وأصبح قائدهم بعد وفاة فيشر تايغر.[ch. 624] مقابل منحه وضع الشيتشيبوكاي والعفو عن قراصنة الشمس من قبل حكومة العالم، قام جينبي بحل طاقم القراصنة.[ch. 69] استقال من منصبه ليقف ضد الحكومة خلال حربها مع قراصنة اللحية البيضاء، وهم حماة جزيرة البرمائيين، وتم سجنه بعد ذلك في الإمبيل داون.[ch. 557] ثم يتم تحريره من قبل لوفي خلال مهمته لإنقاذ إيس.
بعد سنتين، يستعين جينبي بمساعدة قراصنة قبعة القش لمنع انقلاب قراصنة البرمائيين الجدد ضد العائلة الملكية لجزيرة البرمائيين. في البداية، يرفض دعوة من لوفي للانضمام إلى طاقمه، بعد أن كان قد انضم بالفعل إلى قراصنة البيغ مام بعد وفاة اللحية البيضاء.[ch. 649] ومع ذلك، بعد قطع علاقاته مع البيغ مام، ينضم إلى قراصنة قبعة القش كقائد الدفة.[ch. 863][ch. 976]
في سلسلة الأنمي التلفزيونية اليابانية، يتم أداء صوت جينبي في البداية من قبل دايسكي غوري، ولاحقًا بواسطة كاتسوهيسا هوكي. في النسخة الإنجليزية من فنميشن، يُقدم دانييل باخ صوته.

## طواقم القراصنة الأخرى
فيما يلي طواقم القراصنة المعروفة:

### قراصنة آرلونغ
قراصنة آرلونغ (アーロン一味 Āron Ichimi) هم طاقم من القراصنة يتكون معظمهم من البرمائيين بقيادة آرلونغ، وهو برمائي من نوع قرش المنشار وعدة ضباط.
نامي وهاتشان كانا عضوين في الطاقم حتى غادر الأخير الطاقم بعد هزيمتهم من قبل قراصنة قبعة القش.[ch. 69,75,93f.]

#### آرلونغ
آرلونغ "ذو الأسنان المنشارية" (ノコギリのアーロン Nokogiri no Āron) هو برمائي من نوع قرش المنشار ومتعصب للبرمائيين.[ch. 69,71] نشأ في جزء قاسي من جزيرة البرمائيين، وأصبح قائد قراصنة آرلونغ، الذين يندمجون مؤقتًا مع برمائيين آخرين لتشكيل قراصنة الشمس.[ch. 621,624] فكي آرلونغ القوية تحتوي على أسنان تتجدد بسرعة وقادرة على تمزيق الحجر.[ch. 90] سلاحه المفضل هو المنشار القرشي (キリバチ Kiribachi) بسكاكينه الستة على شكل أسنان.[ch. 92]
في النسخة اليابانية الأصلية، الممثل الصوتي لآرلونغ هو جوروتا كوسوغي. في النسخة الإنجليزية من 4Kids، قام ديفيد ويلز بتأدية صوته. في النسخة الإنجليزية من فنميشن، تم تأديت صوته من قبل كريس راجر.

#### هاتشان
هاتشان (はっちゃん)، وغالباً ما يُطلق عليه هاتشي (ハチ) هو برمائي من نوع الأخطبوط وقد تم تقديمه لأول مرة كزميل أول في قراصنة آرلونغ.[ch. 73] باعتباره نصف أخطبوط، يمكنه أن يبصق كميات كبيرة من الحبر الأسود وأن يستخدم وسائد الشفط للالتصاق بالجدران.[ch. 83f.] يقاتل باستخدام ستة سيوف، حيث يمسك بكل سيف في ذراع-مجس له.[ch. 84] بعد هزيمة طاقمه من قبل قراصنة قبعة القش، يهرب من الأسر ويفتتح مطعم تاكوياكي عائم.[ch. 182–228: صفحات غلاف الفصل] يصبح صديقًا مقربًا لكيمي (ケイミー Keimī)، وهي حورية بحر من نوع سمكة الجرامي، وباباج (パッパグ Pappagu)، نجم البحر الأليف.[ch. 490f.] لاحقًا، يحاول هاتشي تصحيح الأمور مع قراصنة قبعة القش من خلال إيصالهم إلى سيلفرز ريلي.[ch. 496,506]
مؤدي صوت هاتشان هو توشيوكي موريكاوا. في النسخ الإنجليزية لـ4Kids وفنميشن، يتم تقديم صوته بواسطة شون شيميل وجورج مانلي على التوالي.

#### كوروبي
كوروبي (クロオビ Kuroobi) هو برمائي من نوع شيطان البحر. يستخدم "كاراتيه البرمائيين".
يتم أداء صوت كوروبي بواسطة هيساو إغاوا في النسخة اليابانية الأصلية، ومن قِبل شون شيميل وباتريك سايتز في النسخ المدبلجة لـ4Kids وفنميشن على التوالي.

#### تشيو
تشيو (チュウ Chū) هو برمائي من نوع سمك الوثاب الياباني الذي يبصق الماء وكأنه يطلق رصاصات.
يؤدي صوت تشيو ماسايا أونوساكا في النسخة اليابانية الأصلية، ومن قبل توم وايلاند وجاي هيكمان في النسخ المدبلجة لـ4Kids وفنميشن على التوالي.

### قراصنة بيلامي
قراصنة بيلامي (ベラミー海賊団 Beramī Kaizokudan) هم طاقم قراصنة ينحدر من الأزرق الشمالي، وحلفاء لقراصنة دونكيهوتي. قائد الطاقم هو بيلامي “الضبع”.

#### بيلامي
بيلامي الضبع (ハイエナのベラミー Haiena no Beramī) هو قائد قراصنة بيلامي، وهو رجل ذو شعر أشقر يمتلك قوة فاكهة باراميسيا من نوع فاكهة بوينغ-بوينغ (バネバネの実 Bane Bane no Mi)، التي تسمح له بتحويل ساقيه إلى نوابض للتنقل عن طريق الارتداد عن الأسطح والحصول على قوة دفع لهجماته.[ch. 230f.]
بعد هزيمته على يد لوفي، يقوم دوفيلامينغو بطرد بيلامي، الذي يصبح لاحقًا مقاتلاً في دريسروزا.[ch. 706]
في سلسلة الأنمي التلفزيونية، قام واتارو تاكاغي بتأدية صوت بيلامي. في النسخة الإنجليزية من 4Kids، تم تأدية صوته بواسطة أندرو رانيلز. في النسخة الإنجليزية من فنميشن، تم تأدية صوته بواسطة جستين كوك.

#### أعضاء قراصنة بيلامي الآخرون
يتكون بقية قراصنة بيلامي من:
- "السكين الكبير" ساركيس (サーキース Sākīsu؟، المعروف أيضًا باسم "ساركيز") هو رجل ذو شعر أزرق يرتدي نظارات ويعتبر الذراع اليمنى لبيلامي[ch. 223]. قام بتأدية صوته يوجي أويدا في النسخة اليابانية الأصلية، ودنكان برانان في الدبلجة الخاصة بفنميشن.
- ليلي هي امرأة ترافق ساركيس غالبًا[ch. 223]. قامت بتأدية صوتها يوكو سوميتومو في النسخة اليابانية الأصلية، وترينا نيشيورا في دبلجة فنميشن.
- إيدي هو الملاّح الخاص بقراصنة بيلامي. قام بتأدية صوته هيروشي كاميا في النسخة اليابانية الأصلية. في دبلجة فنميشن، أدى صوته آندي بالدوين في الحلقتين 149 و150، وزاك بولتون في الحلقة 207.
- موريت هي طبيبة قراصنة بيلامي. قامت بتأدية صوتها يوكو شيوياما في النسخة اليابانية الأصلية، وكولين كلينكينبيرد في دبلجة فنميشن.
- هيويت هو الطباخ الخاص بقراصنة بيلامي.
- ريفرز هو القناص الخاص بقراصنة بيلامي. قام بتأدية صوته ماسايا تاكاتسوكا في النسخة اليابانية الأصلية، وباتريك سايتز في دبلجة فنميشن.
- روس هو المبارز الخاص بقراصنة بيلامي. قام بتأدية صوته أوسامو ريوتاني في النسخة اليابانية الأصلية. في دبلجة فنميشن، أدى صوته سكوت كانتريل في الظهور الأول، وتايسون رينهارت ابتداءً من الحلقة 207.
- ماني: المقاتلة الخاصة بقراصنة بيلامي. قامت بتأدية صوتها بريجيت جودو في دبلجة فنميشن.

### قراصنة بليكينغ
قراصنة بليكينغ (ブリキング海賊団 Burikingu Kaizokudan) هم مجموعة من القراصنة الذين ينحدرون من جزيرة الطبل. ويتكونون من:

#### وابول
وابول (ワポル Waporu) هو الملك السابق لجزيرة الطبل. تناول فاكهة باراميسيا من نوع فاكهة مضغ-مضغ (バクバクの実 Baku Baku no Mi) التي تمنحه القدرة على أكل أي شيء تقريبًا واكتساب خصائصه. يتكون طاقمه أساسًا من جيشه السابق.
يُؤدي صوت وابول بين شيمادا في النسخة اليابانية، بينما يُؤديه مات هوفرمان في دبلجة 4Kids، وأندي مولينز في دبلجة فنميشن.

#### شيس
شيس (チェス Chesu) هو أحد أتباع وابول وهو رامي سهام ماهر. كان يشغل منصب وزير الدفاع خلال حكم وابول لجزيرة الطبل.
يُؤدي صوت شيس يوسوكي نوماتا في النسخة اليابانية الأصلية، بينما يؤديه ديفيد تشين في دبلجة 4Kids وكايل سي. جونز في دبلجة فنميشن.

#### كوروماريمو
كوروماريمو (クロマーリモ Kuromārimo) هو أحد أتباع وابول، ويعتمد أسلوب قتاله على رمي أجزاء من تسريحته الأفرو. كان يعمل كقاضٍ خلال حكم وابول لجزيرة الطبل.
يُؤدي صوت كوروماريمو كينجي نومورا في النسخة اليابانية الأصلية، بينما يؤديه جيمي مكغونيغال في دبلجة 4Kids وتشارلز بيكر في دبلجة فنميشن.

### قراصنة القط الأسود
قراصنة القط الأسود هم طاقم قراصنة ذو طابع قطط، بقيادة قائدهم كورو، الذي يعتبرهم مجرد بيادق لتنفيذ خططه، وفي حال رغبته، ليموتوا من أجله. ومن الأعضاء الآخرين في قراصنة القط الأسود، جانغو القائد السابق والنائب الأول السابق، وسيام (シャム Shamu) وبوتشي (ブチ Buchi)، المعروفان باسم الإخوة ميوبان. يُؤدي صوت سيام ماسايا أونوساكا في النسخة اليابانية الأصلية، بينما يؤديه إريك ستيوارت في دبلجة 4Kids وتود هابركورن في دبلجة فنميشن. أما صوت بوتشي فيُؤديه ياسوهيرو تاكاتو في النسخة اليابانية الأصلية، وجيمي زوبي في دبلجة 4Kids وكريس راجر في دبلجة فنميشن.

#### كورو
كورو (クロ Kuro، بمعنى "أسود")، الملقب بكورو "ذو الألف خطة" (百計のクロ Hyakkei no Kuro)، هو قائد قراصنة القط الأسود، والمعروف بخططه المتقنة.[ch. 26] برغبته في التخلص من هويته والفرار من أسلوب حياة القراصنة المليء بالمطاردات المستمرة،[ch. 37] أصبح خادمًا لكايا، صديقة أوسوب.[ch. 23] يعتبر طاقمه مجرد بيادق لتنفيذ خططه، وإذا رغب، يمكنهم الموت من أجله.[ch. 38] يقاتل كورو باستخدام زوج من القفازات المجهزة بشفرات طويلة ومستقيمة وحادة من جهة واحدة. أثناء وبسبب ارتداء هذه القفازات، اكتسب عادة تعديل نظاراته المائلة باستمرار باستخدام كف يده فقط لتجنب قطع وجهه.[ch. 33]
كارل كيملينجر من شبكة أخبار الأنمي أشاد بكورو قائلاً إنه "غامض للغاية وشرير تمامًا".
في الأنمي، استأنف كورو حياة القرصنة بعد هزيمته ووجد أن المكافأة على رأس لوفي قد ارتفعت بعد هزيمة آرلونغ.
في سلسلة الأنمي اليابانية التلفزيونية، يتم أداء صوت كورو بواسطة كويتشي هاشيموتو. وفي النسخة الإنجليزية من 4Kids، يتم أداء صوته بواسطة غاري ماك، بينما في النسخة الإنجليزية من فنميشن، يقوم كينت ويليامز بتأدية صوته. وفي النسخة العربية محمد خير أبو حسون.
في النسخة الحية لنتفليكس، تم تجسيد شخصية كورو بواسطة ألكسندر مانياتيس.

### قراصنة اللحية البنية
قراصنة اللحية البنية (茶ひげ海賊団 Cha hi-ge kaizoku-dan) كانوا مجموعة من القراصنة الذين تم استبدال أجزاء من أجسامهم السفلية بأجزاء حيوانية بواسطة ترافلجار لاو بعد هزيمتهم بشكل كبير على يد باسيل هوكينز.

#### اللحية البنية
شادروس هيجيليجيس (チャドロス・ヒゲリゲス Chadorosu Higerigesu)، المعروف أكثر باسم اللحية البنية (茶ひげ Chahige), هو رجل ضخم وقائد قراصنة اللحية البنية الذي قام لاو بإضافة أرجل تمساح له، مما جعله قنطوراً بنمط تمساح. هو وأعضاء طاقمه المتبقين ساهموا في تشكيل وحدة دورية القنطور التي عملت لصالح سيزار كلاون. بعد هزيمة سيزار كلاون، استسلم اللحية البنية وطاقمه لسموكر.
الصوت الأصلي للحية البنية يُؤديه ياسوهیکو توكوياما في الحلقة 491 من النسخة اليابانية الأصلية، وكازوناري تاناكا في الحلقة 511 من النسخة اليابانية الأصلية، وماساشي سُوجاوارا ابتداءً من الحلقة 583 من النسخة اليابانية الأصلية. أما في النسخة المدبلجة من فنميشن، فيؤديه راندي إي. أغيبور.

#### أعضاء قراصنة اللحية البنية الآخرون
من بين الأعضاء الآخرين في طاقم اللحية البنية:
- سوموج هو عضو في قراصنة اللحية البنية ويشبه القنطور العادي. يُؤدي صوت سوموج في النسخة اليابانية الأصلية كوهِي فوكوهارا، وفي النسخة المدبلجة من فنميشن يُؤديه إريك رولون.
- شابي هو قنطور شبيه بالبقر وعضو في قراصنة اللحية البنية. يُؤدي صوت شابي في النسخة اليابانية الأصلية إيجي تاكيموتو، وفي النسخة المدبلجة من فنميشن يُؤديه كريس ثورمان.
- رون هو عضو في قراصنة اللحية البنية يشبه الدرايدر[ج]. يُؤدي صوت رون في النسخة اليابانية الأصلية ماسايا تاكاتسوكا، وفي النسخة المدبلجة من فنميشن يُؤديه تيموثي مكنايمي.
- هيوتاوروس هو قنطور شبيه بالجغور وعضو في قراصنة اللحية البنية. يُؤدي صوت هيوتاوروس في النسخة اليابانية الأصلية كوهِي فوكوهارا، وفي النسخة المدبلجة من فونيمايشن يُؤديه راي جيستوت.
- كيرنتاوروس هو قنطور شبيه بالزرافة وعضو في قراصنة اللحية البنية. يُؤدي صوت كيرنتاوروس في النسخة اليابانية الأصلية يوسي أودا، وفي النسخة المدبلجة من فنميشن يُؤديه فيليب أناريلا.

### قراصنة كاريبو
قراصنة كاريبو (カリブー海賊団 Karibū kaizoku-dan) هم مجموعة من القراصنة التقت بطاقم قراصنة قبعة القش بعد أن اجتمعوا من جديد.

#### كاريبو
"ذو الشعر الرطب" كاريبو (カリブー Karibū) هو قرصان مبتدئ ومشارك في قيادة قراصنة كاريبو. تناول فاكهة مستنقع-مستنقع التي تمكنه من توليد والتحكم والتحول إلى "مستنقع".
يؤدي صوت كاريبو في النسخة اليابانية الأصلية ماساكي تيراسوما، وفي النسخة المدبلجة من فنميشن أندرو كاستن.

#### كوريبو
"مرش الدماء" كوريبو (コリブー Koribū) هو شقيق كاريبو ذو الشكل البيضاوي ومشارك في قيادة قراصنة كاريبو.
يؤدي صوت كوريبو في النسخة اليابانية الأصلية كوهِي فوكوهارا، وفي النسخة المدبلجة من فنميشن دالتون تيندال.

### قراصنة دون كيهوتي
قراصنة دون كيهوتي (ドンキホーテ海賊団 Donkihōte Kaizoku-dan) عائلة دون كيهوتي (ドンキホーテファミリー Donkihōte Famirī)، هم طاقم قراصنة قوي يقوده دون كيهوتي دوفلامينغو.[ch. 762] ينقسم الطاقم إلى ثلاثة أقسام، كل قسم يقوده أحد الضباط الثلاثة الرئيسيين: جيش تريبول، جيش ديامانتي، وجيش بيكا.[ch. 732] بيلامي كان عضوًا في الطاقم، وكذلك سيزار كلاون وديسكو هما من مرؤوسيهم.

#### دون كيهوتي دوفلامنغو
دون كيهوتي دوفلامنغو (ドンキホーテ・ドフラミンゴ Donkihōte Dofuramingo) هو قائد قراصنة دون كيهوتي، الملك المغتصب لجزيرة دريسروزا، وكان سابقًا أحد أمراء الحرب السبعة في البحر.[ch. 234,682,728] فاكهة خيط-خيط (イトイトの実 Ito Ito no Mi) تمنحه القدرة على التحكم بالآخرين عن طريق حركات أصابعه التي تشبه حركات محرك العرائس. كما تتيح له التحكم في خيوط حادة ورقيقة تنبعث من أطراف أصابعه لقطع الأشخاص، وإنشاء نسخ من نفسه، والاتصال بالسحب في السماء لتمكينه من الطيران.[ch. 231] كما أنه قادر على استخدام الأنواع الثلاثة للهآكي. كان أيضًا سابقًا تنينًا سماويًا بعد أن قرر والده، دونكيهوتي هويمينغ، التخلي عن تلك الحياة ليصبح إنسانًا عاديًا. ومع ذلك، تمت مطاردتهم من قبل الناس، وتم تعذيبهم، وفي النهاية قتل دوفلامينغو والده. أحضر رأس والده إلى ماريجوا لكي يتم أرجعاه لمنصبه السماوي، لكنه رُفض، ليصبح فيما بعد قرصاناً.
يعتقد أن "عصر القراصنة العظيم" يقترب من نهايته وأن عصرًا جديدًا على وشك أن يبدأ.[ch. 303] هو سمسار تحت الاسم المستعار "جوكر"، ويمتلك دار مزادات كبيرة في أرخبيل شابوندي حيث يباع البشر والأنواع الأخرى كعبيد.[ch. 504] في النهاية، بعد أن كشف قراصنة قبعة القش ومواطني دريسروزا عن أفعاله الخيانية، هُزم دوفلامينجو على يد لوفي وتم سحب لقبه.
يقوم بأداء صوته هيدييوكي تاناكا. في النسخة الإنجليزية من إنتاج فنميشن، يتم تقديم صوته من قبل روبرت مكولوم.

#### ضباط النخبة في قراصنة دون كيهوتي

##### • تريبول
تريبول (トレーボル Torēboru) هو قائد جيش تريبول، ويشغل مقعد السباتي لدى قراصنة دون كيهوتي، مع قدرة فاكهة لزج-لزج (ベタベタの実 Beta Beta no Mi) التي تُمكنه من إنتاج سائل لزج وعالي الالتصاق.
يؤدي صوته في النسخة اليابانية الأصلية تايكي ماتسونو وفي نسخة فنميشن المدبلجة يتم أداء صوته بواسطة أليخاندرو ساب.

##### • ديامانتي
ديامانتي (ディアマンテ Diamante) هو قائد جيش ديامانتي، ويشغل مقعد الديناري لدى قراصنة دون كيهوتي، ويمتلك قدرة فاكهة تموج-تموج (ヒラヒラの実 Hira Hira no Mi) التي تسمح له بتسطيح وتشكيل وطي أي شيء مع الاحتفاظ بخصائصه الأصلية.
يؤدي صوته في النسخة اليابانية الأصلية هيدييوكي أوميزو، وفي نسخة فنميشن المدبلجة يتم أداء صوته بواسطة براد هوكينز.

##### • بيكا
بيكا (ピーカ Pīka) هو قائد جيش بيكا، ويشغل مقعد البستوني لدى قراصنة دون كيهوتي، وهو رجل كبير وعضلي ذو صوت عالي بشكل كوميدي. يمتلك قدرة فاكهة حجر-حجر (イシイシの実 Ishi Ishi no Mi)، التي تسمح له بامتصاص وتحريك والاندماج مع الحجر.
يؤدي صوته في النسخة اليابانية الأصلية يوجي ميتسويا، وفي نسخة فنميشن المدبلجة يتم أداء صوته بواسطة راي مكيند.

##### • فيرغو
فيرغو (ヴェルゴ Verugo) هو رجل طويل القامة ذو بشرة فاتحة، نحيف لكنه عضلي، وهو ضابط نخبة في قراصنة الدون كيهوتي. كان يشغل مقعد الكوبة وكان يحمل اسم "كورازون" قبل أن يحمله روشينانتي، وكان متخفياً كنائب أميرال بحري يرأس الـ جي-5 في بانك هازارد. فيرغو ممارس لفنون الروكوشيكي ويتميز أيضًا بإتقان استخدام الهاكي. بعد هزيمته على يد لاو، يموت عندما تنفجر غرفة إنتاج الـ SAD التي كان فيها.
يؤدي صوته في النسخة اليابانية الأصلية جونيتشي سوابي، وفي نسخة فنميشن المدبلجة يتم أداء صوته بواسطة ويس فرازير.

#### ضباط قراصنة دون كيهوتي

##### جيش تريبول
جيش تريبول (トレーボル軍 Torēboru-gun) هو قسم من قراصنة دون كيهوتي يقوده تريبول ويتخصص في المهمات التي تتطلب أفراداً ذوي قوى خاصة. ويتكون ضباطه من:
- شوقر (シュガー Shugā؟) هي فتاة وضابط خاص في جيش تريبول تمتلك قوى فاكهة الهوبي-هوبي (ホビホビの実, Hobi Hobi no Mi) التي تمكنها من تحويل الأشخاص إلى ألعاب. تؤدي صوتها في النسخة اليابانية الأصلية ريي كوغيميا، وفي نسخة فنميشن المدبلجة تؤدي صوتها ناتالي هوفر.
- جيولا (ジョーラ Jōra؟) هي امرأة تمتلك قوى فاكهة الفن-الفن (アトアトの実, Ato Ato no Mi) التي تمكنها من تحويل الأشياء إلى فن حديث. تؤدي صوتها في النسخة اليابانية الأصلية هيروكو إيموري، وفي نسخة فونيمايشن المدبلجة تؤدي صوتها سي جي كريت.
- فايوليت (ヴィオラ Vaioretto؟): انظر فيولا

##### جيش ديامانتي
جيش ديامانتي (ディアマンテ軍 Diamante-gun) هو قسم من قراصنة دون كيهوتي يقوده ديامانتي ويتخصص في مهمات القتال. ويتكون ضباطه من:
- لاو جي (ラオ・G Rao Jī؟) هو فنان قتالي ماهر مسن ومهووس بحرف G. يؤدي صوته في النسخة اليابانية الأصلية تيتسوؤو غوتو، وفي نسخة فنميشن المدبلجة يؤدي صوته جيم وايت.
- ماتشفيش (マッハバイス Mahhabaisu؟): رجل قوي يمتلك قوى فاكهة الطن-طن (トントンの実, Ton Ton no Mi) التي تسمح له بتغيير وزنه بإرادته. يؤدي صوته في النسخة اليابانية الأصلية ناومي كوسومي، وفي نسخة فنميشن المدبلجة يؤدي صوته شون جان.
- سينيور بينك (セニョール・ピンク Senyōru Pinku؟) هو "رجل صلب" يمتلك قوة فاكهة السباحة-السباحة (スイスイの実, Sui Sui no Mi) التي تسمح له بالسباحة عبر الأرض أو الجدران. يؤدي صوته في النسخة اليابانية الأصلية كازوهيرو ياماجي، وفي نسخة فنميشن المدبلجة يؤدي صوته إيثان جالاردو.
- ديلينجر (デリンジャー Derinjā؟) هو فتى هجين بين إنسان وسمكة من نوع سمكة السيامي المقاتلة، ويقاتل بشكل رئيسي باستخدام الركلات. يؤدي صوته في النسخة اليابانية الأصلية كوكي مياتا، وفي نسخة فنميشن المدبلجة يؤدي صوته براندون مكإينيس.

##### جيش بيكا
جيش بيكا (ピーカ軍 Pīka-gun) هو قسم من قراصنة دون كيهوتي بقيادة بيكا ومختص في مهمات الكوماندوز.
ويتكون ضباطه من:
- بيبي فايف (ベビー5 Bebī Faibu؟) هي فتاة تمتلك قوة فاكهة أسلحة-أسلحة (ブキブキの実, Buki Buki no Mi) التي تتيح لها تحويل أي جزء من جسدها إلى أي نوع من الأسلحة. لاحقًا، تنشق إلى جيش هابو وتتزوج من دون ساي. تؤدي صوتها في النسخة اليابانية الأصلية رينا ساتو، وفي نسخة فنميشن المدبلجة تؤدي صوتها كايتلين بار.
- بوفالو (バッファロー Baffarō؟) هو رجل ضخم للغاية يمتلك قوة فاكهة الدوران-الدوران (グルグルの実, Guru Guru no Mi) التي تسمح له بتدوير أي جزء من جسده مثل مروحة. يؤدي صوته في النسخة اليابانية الأصلية ياسوهيرو تاكاتو، وفي نسخة فنميشن المدبلجة يؤدي صوته ترافيس مولينكس.
- غلاديوس (グラディウス Guradiusu؟) هو رجل يمتلك قوة فاكهة البوب-البوب (パムパムの実, Pamu Pamu no Mi) التي تتيح له تفجير جسمه أو أي جسم غير عضوي يلمسه. يؤدي صوته في النسخة اليابانية الأصلية إيشين تشيبا، وفي نسخة فنميشن المدبلجة يؤدي صوته تايلور هاريس.

##### مونيت
مونيت (モネ Mone) هي امرأة تشبه الهاربي، ضابطة في قراصنة دون كيهوتي ومساعدة في مختبر سيزار، تمتلك القدرة على توليد والتحكم أو التحول إلى ثلج بفضل قوة فاكهة الثلج-الثلج. أجزاؤها الطائرية كانت بديلًا لأجزائها الأصلية. قُتلت عندما طعن سيزار قلبها المنزوع بالخطأ بدلاً من قلب سموكر المنزوع.
تؤدي صوت مونيت في النسخة اليابانية الأصلية ناوكو ماتسوي، وفي نسخة فنميشن المدبلجة تؤدي صوتها جانيل لوتز.

### القراصنة الطائرون[د]
القراصنة الطائرون هم مجموعة قراصنة برمائيين أسسها في الأصل فاندر ديكن. وفي النهاية عقدوا اتفاقًا مع قراصنة البرمائيين الجدد للتخطيط لتدمير جزيرة البرمائيين بالكامل من خلال الشروع في انقلاب.

#### فاندر ديكن التاسع
فاندر ديكن التاسع (バンダー・デッケン九世 Bandā Dekken Kyūsei) هو رجل برمائي من نوع قرش رأس الثور الياباني. يُعد أول برمائي يمتلك قوة فاكهة الشيطان، حيث يمتلك قوة فاكهة باراميسيا من نوع فاكهة هدف-هدف (マトマトの実 Mato-Mato no Mi) التي تمكنه من التركيز على أي هدف يريده بشرط أن يلمس الهدف أولاً. وعلى الرغم من فقدانه لقدرة السباحة، فإنه يحتفظ بقدرته على البقاء تحت الماء.
يؤدي صوت فاندر ديكن التاسع في النسخة اليابانية الأصلية واتارو تاكاغي، وفي نسخة فنميشن المدبلجة يؤدي صوته جيم فوروندا.

### قراصنة فوكسي
قراصنة فوكسي (フォクシー海賊団 Fokushī Kaizokudan) هم طاقم متخصص في لعبة قراصنة تُعرف باسم "قتال ديفي باك"، حيث يمكن لأطقم القراصنة الفوز بأفراد طاقم من خصومهم وبشعارهم. ومن الأمثلة على ذلك عندما فازوا بقائد قراصنة العلجوم المسنن كيباغايرو، وقائد الدفة غير المسمى، والملاح غير المسمى، بالإضافة إلى شعارهم، مما ترك بقية قراصنة العلجوم المسنن في فوضى.[ch. 306] يقود الطاقم فوكسي.[ch. 309]

#### فوكسي
فوكسي (フォクシー Fokushī)، الملقب بـ "الثعلب الفضي" (銀ギツネ Gin Gitsune)، هو القائد المخادع والمحتال لقراصنة فوكسي.[ch. 307] على الرغم من أنه يتصرف بثقة عالية معظم الوقت، إلا أنه حساس للغاية للإهانات أو النقد.[ch. 306] بعد تناوله لفاكهة بطيء-بطيء (ノロノロの実 Noro Noro no Mi)، يستطيع فوكسي إصدار شعاع بجزيئات مجهرية من يديه يمكنه أن يبطئ بشكل مؤقت أي جسم، مما يقلل من سرعته مع الحفاظ على الطاقة الحركية.[ch. 309]
على الرغم من أنه ظهر في المانغا فقط كخصم رئيسي في فصل من القصة، إلا أنه في الأنمي يظهر كخصم متكرر لطاقم لوفي.
يتم تأدية صوت فوكس بواسطة بين شيمادا في النسخة اليابانية الأصلية، وجوناثان بروكس في النسخة المدبلجة إلى الإنجليزية من شركة فنميشن.

#### أعضاء قراصنة فوكسي الآخرون
من بين الأعضاء الآخرين في طاقم فوكسي:
- بورشي هي الآيدول للطاقم. يتم تأدية صوت بورشي بواسطة سارا ناكاياما في النسخة اليابانية الأصلية، وتيا بالارد في النسخة المدبلجة من فنميشن.
- هامبورغ هو إنسان يشبه الغوريلا ويعمل أحياناً كجبل لفوكسي وقائد مجموعة الوحوش غروغي[ch. 305]. يتم تأدية صوت هامبورغ بواسطة هيروهيكو كاكيغاوا في النسخة اليابانية الأصلية، وسكوت فريمان في النسخة المدبلجة من فنميشن.
- بيكلز هو رجل كبير وضخم أكبر حجمًا من هامبورغ وعضو في مجموعة الوحوش غروغي. يتم تأدية صوت بيكلز بواسطة أوسامو ريوتاني في النسخة اليابانية الأصلية، وبرادفورد جاكسون في النسخة المدبلجة من فنميشن.
- بيغ بان هو نتاج اتحاد بين جنس عملاق وجنس برمائي، ويكون نوعه من نوع سمكة البركة اللوحية. هو عضو في مجموعة الوحوش غروغي. يتم تأدية صوت بيغ بان بواسطة ماهيتو أوبا في النسخة اليابانية الأصلية، وأندرو تشاندلر في النسخة المدبلجة من فنميشن.
- كيباغايرو هو القبطان السابق لقراصنة الضفدع المسنن الذين قام فوكسي بالاستيلاء عليهم في قتال ديفي باك. في عودة فوكسي الحصرية للأنمي، تولى كيباغايرو لبعض الوقت قيادة قراصنة فوكسي. بعد هزيمته على يد قراصنة قبعة القش، سمح كيباغايرو لفوكسي بقيادة قراصنة فوكسي مرة أخرى. يتم تأدية صوت كيباغايرو بواسطة تاكاشي ناغاساكو في النسخة اليابانية الأصلية.
- إيتوميميزو هو المذيع والمعلق. يتم تأدية صوت إيتوميميزو بواسطة كييتشي نانبا في النسخة اليابانية الأصلية، وإيان سينكلير في النسخة المدبلجة من فنميشن.
- تشوشن هو عصفور عملاق أليف لإيتوميميزو ووسيلة نقله. يتم تأدية المؤثرات الصوتية لتشوشن بواسطة هيرواكي هيراتا في النسخة اليابانية الأصلية وكريس كاسون في النسخة المدبلجة من فنميشن.
- كابوت هو برمائي من نوع سمكة بيلفيش. يتم تأدية صوت كابوت بواسطة هيروشي تسوتشيدا في النسخة اليابانية الأصلية وفيل بارسونز في النسخة المدبلجة من فنميشن.
- موندا: سمكة قرش نجمية. يتم تأدية المؤثرات الصوتية لموندا بواسطة ماسايا تاكاتسوكا في النسخة اليابانية الأصلية وجون برغماير في النسخة المدبلجة من فنميشن.
- جينا هي صانعة سفن لقراصنة فوكسي.
- سونيه هو قائد الميكانيكيين الخمسين لطاقم قراصنة فوكس.
- دونوفان هو أحد الميكانيكيين الخمسين في طاقم قراصنة فوكس.
- حكم غير مسمى يتجاهل غش فريقه أثناء ألعاب "قتال ديفي باك".

لدى قراصنة فوكسي بعض الأعضاء في الأنمي فقط:
- ماشيكاكو هو رجل كبير ومستطيل الشكل. يتم تأدية صوت ماشيكاكو بواسطة مايك ماكفارلاند في النسخة المدبلجة من فنميشن.
- شيكيكيتا هو عضو طاقم يمتلك فاكهة شيطان غير مسماة تُمكّنه من التحول إلى فهد وإلى مزيج بين الإنسان والفهد. يتم تأدية صوت شيكيكيتا بواسطة هيروشي تسوتشيدا في النسخة اليابانية الأصلية وجوش غريل في النسخة المدبلجة من فنميشن.
- جوبي هو برمائي من نوع سبيدج. يتم تأدية صوت جوبي بواسطة هيروهيكو كاكيغاوا في النسخة اليابانية الأصلية وشارلز بيكر في النسخة المدبلجة من فنميشن.
- جيرارين هو برمائي غير مخصص النوع. يتم تأدية صوت جيرارين بواسطة ماسايا تاکاتسوکا في النسخة اليابانية الأصلية وتشارلز بولتون في النسخة المدبلجة من فنميشن.
- روكوروشي هو حكم مسن كان الحكم الرئيسي في لعبة "Hit and Dead Ball". يتم تأدية صوت روكوروشي بواسطة توموهيسا أسو في النسخة اليابانية الأصلية وطوني أوليفر في النسخة المدبلجة من فنميشن.

### قراصنة المحاربين العمالقة
قراصنة المحاربين العمالقة هم مجموعة من القراصنة الذين نشأوا في إلباف. بعد فترة قصيرة من التفكك، عادوا مرة أخرى لمساعدة لوفي في محاربة البحرية على جزيرة إيغ هيد. ثم واصلوا أخذ قراصنة قبعة القش إلى إلباف.

#### بروغي ودوري
بروغي (ブロギー Burogī) ودوري (ドリー Dorī), القائدان السابقان لقراصنة المحاربين العمالقة، هما عملاقان يعيشان في ليتل غاردن حيث كانا يتبارزان لسنوات عديدة. بعد أن أنهيا مبارزتهما بعد سنوات، توجها إلى إلباف حيث قام شانكس بتجنيدهما للمساعدة في محاربة قراصنة كيد. وصلوا إلى إيغ هيد مع زملائهم قراصنة المحاربين العمالقة للمساعدة في محاربة البحرية والخمسة الكبار.
يُؤدي صوت بروغي تيتسو إينادا في النسخة اليابانية الأصلية وجوناثان سي. أوزبورن في النسخة المدبلجة من فنميشن. يُؤدي صوت دوري دايسوكي غوري في النسخة اليابانية الأصلية وبوب كارتر في النسخة المدبلجة من فنميشن.

#### أويمو
أويمو (オイモ Oimo) هو عملاق بطول 52 قدمًا وعضو في قراصنة المحاربين العمالقة. بعد تفككها، عمل أويمو كحارس في إينيس لوبي. لاحقًا، ترك عمله لدى حكومة العالم. عندما كان قراصنة قبعة القش في إيغ هيد، أعاد أويمو الانضمام إلى قراصنة المحاربين العمالقة ووصل إلى إيغ هيد لمساعدتهم.
يُؤدي صوت أويمو هيروشي أوكاموتو في النسخة اليابانية الأصلية وتايسون راينهارت في النسخة المدبلجة من فنميشن.

#### كاشي
كاشي (カーシー Kāshī) هو عملاق بطول 55 قدمًا وعضو في قراصنة المحاربين العمالقة. بعد تفككهم، عمل كاشي كحارس في إينيس لوبي. لاحقًا، انشق عن حكومة العالم. عندما كان قراصنة قبعة القش في إيغ هيد، أعاد كاشي الانضمام إلى قراصنة المحاربين العمالقة ووصل إلى إيغ هيد لمساعدتهم.
يُؤدي صوت كاشي كوهِي فوكوهارا في النسخة اليابانية الأصلية وجيف جونسون في النسخة المدبلجة من فنميشن.

### قراصنة كريغ
قراصنة كريغ هم طاقم قراصنة يقودهم دون كريغ.[ch. 46] كان الطاقم يتكون من أكبر أسطول قراصنة في البحر الشرقي، حتى غرقَت سفنهم على يد دراكول ميهوك.

#### دون كريغ
دون كريغ (首領・クリーク Don Kurīku)، هو قبطان قراصنة كريغ، وهو رجل مشهور بتكتيكاته الخبيثة. لا يهتم كريغ بطاقمه ويقوم بتخويفهم ليتأهبوا ويطيعوه. يعاقب من يفشلون ومن يظهرون الضعف.[ch. 61f.] يرتدي كريغ درعًا فولاذيًا مذهّبًا مليئًا بالأسلحة المخفية مثل البنادق والقنابل وغيرها.[ch. 47] كما يستخدم كريغ سلاحًا يُدعى "رمح المعركة العظيم"، وهو ليس مجرد رمح، بل يمكنه إطلاق انفجارات والبقاء سليماً.
يؤدي فوميهيكو تاتشيكي صوت دون كريغ في النسخة اليابانية الأصلية، بينما يؤديه مارك طومسون وآندي مولينز في النسخة المدبلجة من 4Kids وفنميشن على التوالي.
لعب ميلتون شور دور كريغ في النسخة الحية لنتفليكس. في هذه النسخة، كريغ يعتبر شخصية ثانوية بخلاف المادة الأصلية حيث كان العدو الرئيسي في أرك باراتي. أسطوله لم يتم تدميره بواسطة ميهوك في باراتي، بل في موقع غير معروف، ولم ينجُ من معركته مع ميهوك.

#### جين
جين (ギン Gin) هو قائد القتال لقوات كريغ. وصل إلى مطعم الباراتي جائعًا، وتم إنقاذه بواسطة سانجي الذي قدم له طبقًا من الطعام، ليكون جين ممتنًا للطاهي. بسبب هذا، انتهى به الأمر بالتمرد ضد قائده، خاصة بعدما هزمه لوفي، إذ فقد كل الاحترام الذي كان يكنه لكريغ، معتقدًا أنه كان شخصًا لا يُقهر.
يؤدي كينيتشي أونو صوت جين في النسخة اليابانية الأصلية. في النسخة المدبلجة من 4Kids، يؤدي بيتر كاتانا صوت جين. في النسخة المدبلجة من فنميشن، كان إليتش غواردويلا يؤدي صوت جين حتى عام 2014، ومن ثم ديفيد ماترانغا بدءًا من الحلقة الخاصة "حلقة الأزرق الشرقي".

#### بيرل
بيرل (パール Pāru) هو رجل محمي بمجموعة من الدروع. على الرغم من صعوبة إيذائه، إلا أنه يصبح عصبيًا إذا تعرض لأدنى إصابة، مما يثير قلق الجميع بمن فيهم قائده، حيث يبدأ في فقدان السيطرة.
يؤدي هيرويكي كاواموتو صوت بيرل في النسخة اليابانية الأصلية، بينما يؤدي دان غرين وجي مايكل تاتوم صوته في النسختين المدبلجتين من 4Kids فنميشن على التوالي.

### الكوجا
الكوجا (九蛇) هم قبيلة من النساء يعيشون في أمازون ليلي (アマゾン・リリー Amazon Rirī)، وهي جزيرة مستوحاة من الصين حيث يُمنع دخول الرجال إليها.[ch. 514f.,535] تحكمها بوا هانكوك، التي تقود أيضًا مجموعة من القراصنة الذين يعدون أقوى المقاتلين في الكوجا، بمن فيهم شقيقتاها الأصغر سنًا اللتان تمتلكان قدرات فاكهة الأفعى-الأفعى (ヘビヘビの実 Hebi Hebi no Mi).[ch. 519]

#### بوا هانكوك
بوا هانكوك (ボア・ハンコック Boa Hankokku) هي عضو في قبيلة الكوجا المكونة من النساء فقط من جزيرة أمازون ليلي.[ch. 515f.] بيعت للتنانين السماوية خلال طفولتها، وهي وشقيقاتها أُجبرن على تناول فواكه الشيطان وتم وسمهم كعبيد.[ch. 521] وفي النهاية، أُطلق سراحهن بواسطة فيشر تايغر، فعادت الثلاث إلى شعبهن. أصبحت هانكوك حاكمة ويشير إليها شعبها بلقب "أميرة الأفاعي" (蛇姫 Hebihime).[ch. 516,521] بقيادتها لقراصنة الكوجا، اكتسبت شهرة سريعة ولقبت بـ "إمبراطورة القراصنة" (海賊女帝 Kaizoku Jotei) وعُرض عليها الانضمام إلى الشيتشيبوكاي.[ch. 516,522] وعلى الرغم من كرهها للحكومة العالمية بسبب استعبادها في الماضي، وهو سر تحتفظ به حتى عن نساء قبيلتها، قبلت هانكوك المنصب لحماية شعبها. لكن حينما طُلب منها المشاركة في حرب الحكومة ضد قراصنة اللحية البيضاء، رفضت في البداية وأعادت النظر فقط بعد أن وقعت في حب لوفي، الذي طلب مساعدتها لاختراق الإمبل داون.[ch. 516f.,520–522] هانكوك قادرة على استخدام جميع أنواع الهاكي الثلاثة.[ch. 519]
قدرة الفاكهة من نوع باراميسيا فاكهة الحب-الحب (メロメロの実 Mero Mero no Mi) تمنحها القدرة على تحويل أي شخص مفتون بها إلى حجر وإعادته إلى حالته الطبيعية مرة أخرى.[ch. 516,521] تكون برفقة ثعبانها الأليف سالومي في كثير من الأحيان. بعد الريفيري الأخير، تم حل الشيتشيبوكاي، مما جعلها عدوة للحكومة العالمية مرة أخرى.
بعد بضعة أسابيع من غزو منزلها من قبل البحرية وقراصنة اللحية السوداء، قررت بوا هانكوك مغادرة منزلها لحماية شعبها والالتقاء مجددًا بلوفي.
في سلسلة الأنمي التلفزيونية اليابانية، مؤدية صوتها هي كوتونو ميتسويشي. في النسخة الإنجليزية من فنميشن، أدت صوتها ليديا ماكاي.

##### سالومي
سالومي (サロメ Sarome) هو ثعبان بوا هانكوك الأليف الذي يدعمها في المعركة.

#### بوا ساندرسونيا
بوا ساندرسونيا (ボア・サンダーソニア Boa Sandāsonia) هي الأخت الوسطى وفاكهة الشيطان التي تملكها الثعبان-الثعبان: النموذج أناكوندا (ヘビヘビの実：模範キングコブラ Hebi Hebi no Mi: Moderu Anakonda) تمكنها من التحول إلى أناكوندا أو مزيج بين الأناكوندا والإنسان.
بوا ساندرسونيا أدت صوتها تشيوا سايتو في النسخة اليابانية الأصلية، وليندسي سيدل في الدبلجة من فنميشن.

#### بوا ماريغولد
بوا ماريغولد (ボア・マリーゴールド Boa Marīgōrudo) هي الأخت الصغرى وفاكهة الشيطان التي تملكها الثعبان-الثعبان: النموذج الملك الكوبرا (スネーク・スネーク・フルーツ：モデル・キング・コブラ Hebi Hebi no Mi: Moderu Kingu Kobura) تمكنها من التحول إلى الملك الكوبرا أو مزيج بين الملك الكوبرا والإنسان.
بوا ماريغولد تؤدي صوتها كيميكو سايتو في النسخة اليابانية الأصلية، وجولي مايفيلد في الدبلجة من فنميشن.

#### أعضاء الكوجا الآخرون
أعضاء آخرون من القبيلة تشمل الإمبراطورة السابقة لقبيلة الكوجا:
- غلوريوسا (グロリオーサ Guroriōsa؟) تُعرف بشكل أكثر شيوعًا باسم "العجوز نيون". غلوريوسا تؤدي صوتها أكو ماياما في النسخة اليابانية الأصلية ونانسي شيراند في دبلجة فنميشن.
- مارغريت (マーガレット Māgaretto؟) هي محاربة تصادق لوفي. تؤدي صوت مارغريت ماسومي أسانو في النسخة اليابانية الأصلية وويتني رودجرز في دبلجة فنميشن.
- سويتبيا (スイトピー Suitopī؟) هي صديقة مارغريت. تؤدي صوت سويتبيا كوجيرا في النسخة اليابانية الأصلية ودوغ غودريتش في دبلجة فنميشن.
- أفيلاندرا (アフェランドラ Aferandora؟) هي صديقة مارغريت. تؤدي صوت أفيلاندرا أكيمي أوكامورا في النسخة اليابانية الأصلية وسارة ويدنهفت في دبلجة فنميشن.

### قوة تحالف جبل القرد[ه]
قوة تحالف جبل القرد (猿山連合軍 Saruyama Rengō-gun) هي مجموعة تم تشكيلها بين ثلاثة قادة قراصنة. كانت متمركزة في الأصل في جايا، وقد ساعدوا قراصنة قبعة القش في الوصول إلى سكايبيا.
يقودهم مونت بلانك كريكت (モンブラン・クリケット Monburan Kuriketto) وهو قائد قوات تحالف جبل القرد وهو أحد أحفاد مونت بلانك نولاند (モンブラン・ノーランド Monburan Nōrando)، الذي كان يُعرف باسم "نولاند الكاذب" بسبب كذبه بشأن وجود مدينة من الذهب. كريكت، مؤمناً بأن نولاند كان يقول الحقيقة، أمضى سنوات في البحث عن تلك المدينة. يتم أداء صوت مونت بلانك كريكت من قبل تاكاشي تانيغوتشي في النسخة اليابانية الأصلية ومن قبل جورج مانلي في دبلجة فانيمايشن.
الممثلان الآخران للتحالف هما: ماسيرا (マシラ Mashira)، قائد قراصنة ماسيرا الذي لديه ملامح تشبه القرد والمسؤول عن إنقاذ كنوز السفن الغارقة؛ وشوجو (ショウジョウ Shōjō)، الأخ بالقسم لماسيرا ذو الوجه الذي يشبه القرد وقائد قراصنة شوجو المسؤول عن إغراق السفن. يتم أداء صوت ماسيرا من قبل أرونو تاهارا في النسخة اليابانية الأصلية ومن قبل جيرمي إنمان في دبلجة فانيمايشن. ويتم أداء صوت شوغو من قبل إيسامو تانوناكا في النسخة اليابانية الأصلية ومن قبل جوناثان سي. أوسبورن.

### قراصنة البرمائيين الجدد
قراصنة البرنائيين الجدد (新魚人海賊団 Shin-Gyojin Kaizoku-dan) هم مجموعة من القراصنة ينادون بتفوق البرمائيين. في نهاية المطاف، يعقد القراصنة اتفاقًا مع قائد القراصنة الطائرون للتخطيط لتدمير جزيرة البرمائيين بشكل كامل من خلال بدء انقلاب. بالإضافة إلى ذلك، يستخدمون مخلوقات بحرية مختلفة، حيث يتم استخدام بعضها كدواب لهم. يذيع جونز رسالة إلى الجزيرة، معلنًا أنه سوف ينفذ حكم الإعدام على نبتون، حاكمها الحالي، ليتولى حكم المملكة بالكامل ثم يقتل قراصنة قبعة القش. ومع ذلك، يتحالف لوفي في النهاية مع جيمبي لشن هجوم مشترك على القراصنة، مهزمًا إياهم ومنقذًا جزيرة البرمائيين.

#### هودي جونز
هودي جونز (ホーディ・ジョーンズ Hōdi Jōnzu) هو برمائي من نوع القرش الأبيض الكبير وقائد قراصنة البرمائيين الجدد.[ch. 631] هودي مسؤول عن اغتيال أوتوهيمي، ملكة جزيرة البرمائيين. يستخدم زرافة بحرية كدابة له.
يؤدي صوت هودي جونز في النسخة اليابانية الأصلية جوجي ناكاتا وفي نسخة الدبلجة التي أصدرتها فنميشن يؤديه لاري برانتلي.

#### ضباط قراصنة البرمائيين الجدد
ضباط الطاقم هم:
- دوسون (ドスン Dosun؟) هو برمائي من نوع قرش المطرقة، ويستخدم فيلاً بحريًا كدابة له. يؤدي صوت دوسون في النسخة اليابانية الأصلية تاكاهيرو يوشيميزو وفي نسخة الدبلجة التي أصدرتها فنميشن يؤديه كريستيان تايلور.
- زيو (ゼオ Zeo؟) هو برمائي من نوع الوبيجونج الياباني، ويستخدم وحيد قرن بحري كدابة له. يؤدي صوت زيو في النسخة اليابانية الأصلية شينتارو أسانوما وفي نسخة الدبلجة التي أصدرتها فنميشن يؤديه نزيه طرشا.
- داروما (ダルマ Daruma؟) هو برمائي من نوع قرش قالب الكعيكة. يؤدي صوت داروما في النسخة اليابانية الأصلية هيسايوشي سوجاناما وفي نسخة الدبلجة التي أصدرتها فنميشن يؤديه أوسكار سيونغ.
- إيكاروس مونش (イカロス・ムッヒ Ikarosu Muhhi؟) هو برمائي من نوع السبيدج العملاق. يؤدي صوت إيكاروس مونش في النسخة اليابانية الأصلية كيجي هيراي وفي نسخة الدبلجة التي أصدرتها فنميشن يؤديه إيثان غالاردو.
- هيوزو (ヒョウゾウ Hyōzō؟) هو برمائي من نوع الأخطبوط أزرق الحلقات، ويعمل كقاتل لقراصنة البرمائيين الجدد ويستخدم غوريلا بحرية كدابة له. يؤدي صوت هيوزو في النسخة اليابانية الأصلية تيتسو ساكاغوتشي وفي نسخة الدبلجة التي أصدرتها فنميشن يؤديه ديف وودارد.

### قراصنة روجر
قراصنة روجر (ロジャー海賊団 Rojā Kaizokudan) كانوا طاقم القراصنة للملك الراحل للقراصنة، غول دي. روجر، وكانوا الطاقم الوحيد المعروف الذي وصل إلى رافتيل. كان سيلفرز رايلي نائب القبطان. أحد الأعضاء، سكوبر غابان (スコッパー・ギャバン Sukoppā Gyaban)، كان رجلاً يُعتبر من قبل روجر واحدًا من أفضل رجاله إلى جانب رايلي. شانكس وباغي - بدأوا كمتدربين قراصنة في الطاقم. بسبب أن الساموراي الأسطوري كوزوكي أودن من بلاد وانو يستطيع قراءة البونغليف، انضم هو وزوجته توكي وأطفاله مومونوسوكي وهيوري، بالإضافة إلى حراسه إينوراشي ونيكوماموشي، إلى روجر وطاقمه لمدة سنة واحدة لاكتشاف أسرار العالم (مثل القرن الفارغ، الأسلحة القديمة، وعائلة الدي) وكذلك للوصول إلى الجزيرة الأخيرة، رافتيل.

#### غول دي روجر
غول دي روجر (ゴール・D・ロジャー Gōru Dī Rojā)، بعد أن اكتسب شهرة عالمية كقائد لقراصنة روجر، أصبح يعرف بشكل أفضل باسم غولد روجر (ゴールド・ロジャー Gōrudo Rojā)، ملك القراصنة (海賊王 Kaizoku-Ō).[ch. 1,154,506] بسبب معاناته من مرض عضال، يأخذ طاقمه في رحلة كاملة عبر الغراند لاين قبل أن يحله ويقوم بتسليم نفسه إلى حكومة العالم، التي تدّعي أنها قامت بإلقاء القبض عليه.[ch. 506] أثناء تنفيذ حكم الإعدام فيه، وقبل أن تلد روج ابن روجر، إيس، و22 عامًا قبل تشكيل قراصنة قبعة القش، يُطلق روجر "عصر القراصنة العظيم" بإعلانه أن كنزه، "ون بيس"، متاح لمن يريده، رغم أنهم سيكون عليهم العثور عليه أولاً.[ch. 1,506,550] يُقال بعد وفاة روجر أن الوحيد الذي كان يمكنه مجاراته في القتال هو اللحية البيضاء، وأن روجر كان يمتلك القدرة على سماع "صوت كل الأشياء"، مما أتاح له ولطاقمه معرفة التاريخ السري للعالم.[ch. 233,507] كان أيضًا المالك الأصلي لقبعة القش الخاصة بلوفي، التي أصبحت في حوزة شانكس بعد وفاة قائده، حيث قام شانكس في النهاية بإعطائها للوفي. جول دي روجر لديه أعلى مكافأة معروفة في السلسلة، وهي 5,564,800,000. كان روجر قادرًا على استخدام جميع أنواع الهاكي الثلاثة.[ch. 966] وكان قادرًا على استخدام التطبيق المتقدم لكل من الهاكي الملكي وهاكي التصلب.
يقوم بالأداء الصوتي لروجر في الأصل تشيكاو أوتسوكا، ولاحقًا ماساني تسوكاياما. ويتم الأداء الصوتي لروجر عندما كان شابًا بواسطة تاكيشي كوساو. في النسخة المدبلجة من قبل 4Kids، تم تقديم صوت روجر بواسطة فريدريك بي. أوينز. وقد قام اريك ستيوارت في البداية بالأداء الصوتي لروجر قبل أن يتم استبداله بأوينز. في النسخة الإنجليزية من فنميشن، يُقدم الأداء الصوتي بواسطة شون هينيغان.

#### سيلفرز رايلي
"ملك الظلام" (冥王 Mei-Ō) سيلفرز رايلي (シルバーズ・レイリー Shirubāzu Reirī) هو مبارز سيوف، بعد أن خدم كنائب أول لقائد قراصنة روجر، أصبح يعيش في أرخبيل شابوندي كمغلف سفن ومقامر.[ch. 500] رايلي قادر على استخدام جميع أنواع الهاكي الثلاثة، وقادر على استخدام التطبيق المتقدم لكل من الهاكي الملكي وهاكي التسلح. وبعد الحرب بين قراصنة اللحية البيضاء وحكومة العالم، قام بتعليم لوفي كيفية استخدامه.[ch. 503]
في الأنمي، يؤدي صوته كييتشي سونوب في النسخة اليابانية، وبروس كاري في الدبلجة المقدمة من فنميشن.

### قراصنة الروكس
قراصنة الروكس (ロックス海賊団 Rokkusu Kaizokudan)، بقيادة روكس دي زيبيك (ロックス・D・ジーベック Rokkusu Dī Jībekku)، كانوا طاقمًا قويًا سيطر على البحار قبل أربعين عامًا من الأحداث الحالية في السلسلة. كانت قوتهم عظيمة لدرجة أن الجميع كانوا يعرفون أعمالهم، لكونها مجنونة ومتهورة لدرجة أنهم اعتبروا منظمة إرهابية حقيقية. كان من بينهم أشخاص أصبحوا مشهورين لاحقًا مثل الأباطرة اللحية البيضاء، وبيغ مام، وكايدو، وكابتن قراصنة الأسد الذهبي ومنافس روجر شيكي (シキ Shiki).[ch. 957] هُزموا في جزيرة غود فالي (ゴッドバレー Goddo Barē) بجهود مشتركة من مونكي دي غارب وغول دي روجر.

### أسطول قبعة القش العظيم
أسطول قبعة القش العظيم (麦わら大船団 Mugiwara Dai-sendan) هو أسطول يتكون من سبع طواقم قراصنة، الذين بعد مساعدتهم للوفي في دريسروزا، أقسموا بالولاء له. يتكون الأسطول بأكمله من إجمالي 5,639 قرصاناً.

#### قراصنة الجمال
قراصنة الجمال (美しき海賊団 Utsukushiki Kaizoku-dan) هم الطاقم الأول في أسطول قبعة القش العظيم. سفينتهم تُدعى الحصان الأبيض النائم في الغابة. يتكون الطاقم من إجمالي 74 عضوًا بما في ذلك:
- كافنديش (キャベンディッシュ Kyabendisshu؟) هو قائد الطاقم، وهو أمير سابق تحول إلى قرصان وأصبح مبتدئًا خارقًا. لديه شخصية مزدوجة حيث يتحول إلى شخصيته الخطيرة هاكوبا. يتم أداء صوت كافنديش من قبل أكيرا إيشيدا في النسخة اليابانية الأصلية، ومن قبل مات شيبمان في دبلجة فنميشن.
- سليمان (スレイマン Sureiman؟) هو مرتزق سابق انضم إلى كافنديش بعد الأحداث في دريسروزا. يتم أداء صوت سليمان من قبل كين ناريتا في النسخة اليابانية الأصلية، ومن قبل جوردان كروز في دبلجة فنميشن.
- فارول (ファルル Faruru؟) هو الحصان الأبيض لكافنديش ويستخدمه كوسيلة للتنقل.

#### نادي بارتو
نادي بارتو (バルトクラブ Baruto Kurabu) هو الطاقم الثاني في أسطول قبعة القش العظيم. جميع أعضاء الطاقم من المعجبين الكبيرين بلوفي وقد أطلقوا اسم سفينتهم "غوينغ لوفي-سينباي" تكريماً له.
يتكون الطاقم من إجمالي 56 عضوًا بما في ذلك:
- بارتولوميو (バルトロメオ؟) هو مبتدئ سابق بارز وقائد الطاقم، لديه القدرة على إنشاء حواجز غير مرئية حوله بفضل فاكهة الشيطان الخاصة به. يتم أداء صوت بارتولوميو من قبل شوتارو موريكوبو في النسخة اليابانية الأصلية، ومن قبل تايسون رينهارت في دبلجة فنميشن.
- غامبيا (ガンビア Ganbia؟) هو ضابط الأركان في نادي بارتو ولديه وشوم على شكل بقع الجغور على ذراعيه. يتم أداء صوت غامبيا من قبل هيروشي ياناكا في النسخة اليابانية الأصلية، ومن قبل بليك مكنامارا في دبلجة فنميشن.

#### جيش هابوسوي
جيش هابوسوي (八宝水軍 Happō Suigun) هو الطاقم الثالث لأسطول قبعة القش العظيم. لديهم قارب هابوساي واحد به تمثال نمر أبيض وسبعة قوارب إيبوساي تشبه سفن السلاحف برؤوس تماثيل ثعبان البحر.
يتكون الطاقم من إجمالي 1000 عضو بما في ذلك:
- ساي (サイ؟) هو قائد جيش هابوسوي الذي تزوج من بيبي فايف عندما انشقت عن قراصنة دون كيهوتي وانضمت إلى جيش هابوسوي. يُؤدي صوت ساي كويتشي هاشيموتو في النسخة اليابانية الأصلية، ومن قبل كايل إجنيسي في دبلجة فنميشن.
- بوو (ブー Bū؟) هو شقيق ساي الأصغر ونائب قائد المنظمة. يتم أداء صوت بوو من قبل ماسايا تاكاتسوكا في النسخة اليابانية الأصلية، ومن قبل جيف جونسون في دبلجة فنميشن.
- تشينجاو (チンジャオ Chinjao؟) هو جد ساي والقائد السابق لجيش هابوسوي، وكان في السابق منافسًا لكل من غارب وروجر. هو أيضًا قادر على استخدام الأنواع الثلاثة للهاكي. يُؤدي صوت تشينجاو شين أوموري في النسخة اليابانية الأصلية، ومن قبل برادلي كامبل في دبلجة فنميشن.

#### قراصنة إيديو
قراصنة إيديو (イデオ海賊団 Ideo Kaizokudan) هم الطاقم الرابع لأسطول قبعة القش الكبير. في البداية، كانوا يُعرفون باسم "تحالف XXX للفنون القتالية" (XXXジム格闘連合 Toripuru-Ekkusu Jimu Kakutō Rengō، تُلفظ "تحالف تريبل إكس جيم للفنون القتالية") قبل أن يُعاد تسميتهم بعد الحصول على سفينتهم الخاصة.
أعضاء الطاقم الأربعة هم:
- إيديو (イデオ؟) هو فنان قتالي، قائد قراصنة إيديو وعضو في قبيلة ذوي الأذرع الطويلة وله أقدام وساقين ملفوفة بالضمادات. يُؤدي صوت إيديو ماساكي أيزاوا في النسخة اليابانية الأصلية، ومن قبل إريك رولون في دبلجة فنميشن.
- بلو جيلي (ブルー・ギリー Burū Girī؟) هو فنان قتالي وعضو في قبيلة ذوي الأرجل الطويلة. يُؤدي صوت بلو جيلي من قبل ماكوتو ناروسي في النسخة اليابانية الأصلية، ومن قبل كيلين جوف في دبلجة فنميشن.
- عبدالله (アブドーラ Abudōra؟) وجيت (ジェット Jetto؟) هما مجرمان سابقان وصيادان للجوائز. يُؤدي صوت عبدالله كيجي هيراي في النسخة اليابانية الأصلية، ومن قبل شون أوكونور في دبلجة فنميشن. يُؤدي صوت جيت كوجي هاراماكي في النسخة اليابانية الأصلية، ومن قبل روبي جيمايليش في دبلجة فنميشن.

#### قراصنة تونتاتا
قراصنة تونتاتا (トンタッタ海賊団 Tontatta Kaizokudan)، المعروفون سابقًا باسم فيلق تونتا (トンタ兵団 Tonta Heidan)، هم الطاقم الخامس من أسطول قبعة القش العظيم، والقوات المسلحة لقبيلة التونتاتا. يتكون الطاقم بالكامل من الأقزام وسفينتهم تُسمى أوسولاند.
يتكون الطاقم من إجمالي 200 عضو، بما في ذلك:
- ليو (レオ Reo؟) هو قائد قراصنة التونتاتا، وفاكهته الشيطانية التي تُسمى فاكهة الخياطة-الخياطة تمنحه القدرة على خياطة وفك خياطة الأشياء معًا. يُؤدي صوت ليو كورومي ماميا في النسخة اليابانية الأصلية، ومن قبل رايتشل جلاس في دبلجة فنميشن.
- بيان (ビアン؟) هي قائدة فرقة الطيور في فرقة النحل الوردي، وفاكهتها الشيطانية المعروفة بفاكهة الحشرة-الحشرة: نموذج الدبور تمنحها القدرة على التحول إلى دبور أو نسخة هجينة بين دبور وقزم، وتتيح لها الطيران. تُؤدي صوت بيان ري كوغيميا في النسخة اليابانية الأصلية، وبواسطة كريستين ماغواير.
- كاب (カブ Kabu؟) هو قائد فرقة الطيور في فرقة كابو الصفراء، وفاكهته الشيطانية المعروفة بفاكهة الحشرة-الحشرة: نموذج خنفساء وحيد القرن تمنحه القدرة على التحول إلى خنفساء وحيد القرن أو نسخة هجينة بين خنفساء وحيد القرن وقزم، وتتيح له الطيران. يُؤدي صوت كاب بواسطة ماسامي كيكوتشي في النسخة اليابانية الأصلية. في دبلجة فنميشن، يُؤدي صوت كاب كلاي ويلر في الحلقة الخاصة "حلقة سابو" ومن ثم بواسطة شون غان في الحلقات اللاحقة.

#### قراصنة المحاربين العمالقة الجدد
قراصنة المحاربين العمالقة الجدد (新巨兵海賊団 Shin Kyo Hei Kaizoku-dan) هم الطاقم السادس لأسطول قبعة القش العظيم. سفينتهم تُسمى ناجيفار.
يتكون الطاقم من خمسة عمالقة من جزيرة إلباف. بحلول "أرك إلباف"، انسحبوا إلى إلباف.
- هايرودين (ハイルディン Hairudin؟) هو قائد الطاقم وهو أمير إلباف. يتم تأدية صوت هايرودين بواسطة تسويوشي كوياما في النسخة اليابانية الأصلية. في دبلجة فنميشن، يؤدي صوت هايرودين راندي إي. أغيبور في الحلقة الخاصة "حلقة سابو" والحلقات من 639 إلى 658، وكريس غيريرو في الحلقات اللاحقة.
- ستانسن (スタンセン Sutansen؟) هو بنّاء سفن الطاقم وقد كان مسجونًا في بيت المزاد في أرخبيل شابوندي حتى هرب مع رايلي. يُؤدي صوت ستانسن إيجي تاكيموتو في النسخة اليابانية الأصلية و دان كاسكي في دبلجة فنميشن.
- رود (ロード Rōdo؟) هو ملاّح الطاقم. كُشف لاحقًا أنه إله الشمس الذي أدار ديوراماه المسمى أرض الآلهة، الذي وضع فيه لاحقًا قراصنة قبعة القش النائمين بعد أن مروا عبر ضباب النوم الذي يقع بين إيغ هيد وإلباف. لم يرض رود عن ما فعلوه بالحيوانات "الإلهية" في ديوراماه وهاجم قراصنة قبعة القش. تم ترويضه بواسطة برق زيوس.
- غولدبرغ (ゴールドバーグ Gōrudobāgu؟) هو طباخ الطاقم.
- غيرث (ゲルズ Geruzu؟) هي طبيبة الطاقم التي كانت في طفولتها صديقة لـ بيغ مام حتى توترت صداقتهما عندما أدى اضطراب بيغ مام الغذائي للسملا إلى قيامها بهياج عبر إلباف مما أدى لإصابة العديد من العمالقة. تؤدي صوت غيرث ناتسكو كواتاني في النسخة اليابانية الأصلية وسارة ويدنهيفت في دبلجة فنميشن.

#### أسطول يونتا ماريا
أسطول يونتا ماريا (ヨンタマリア大船団 Yonta Maria Dai-sendan) هو الطاقم السابع في أسطول قبعة القش العظيم. يضم سفينة يونتا ماريا واحدة، وخمس سفن سانتا ماريا، وخمسين سفينة نيتا ماريا.
يتكون الطاقم من ما مجموعه 4300 عضو بما في ذلك:
- أورلومبوس (オオロンブス Ōronbusu؟) هو مغامر سابق عمل لصالح مملكة الوقوف. يؤدي صوت أورلمبوس جيرو سايتو في النسخة اليابانية الأصلية وبراندون بوتر في دبلجة Funimation.
- كولومبوس (コロンブス Koronbusu؟) هي فتاة تُعتبر من الأتباع الموثوقين لأورلمبوس.

### قراصنة رولينغ
طاقم القراصنة الذي التقى بهم قراصنة قبعة القش في ثريلر بارك، وهم جزء من الضحايا الذين سُرقت ظلالهم بواسطة جيكو موريا.
تقودهم شارلوت لولا (シャーロット•ローラ Shārotto Rōra), إحدى بنات بيغ مام التسعة والثلاثين وتوأم شيفون. هربت لولا من توتو لاند عندما أرادت والدتها تزويجها من الأمير لوكي من إلباف، وقررت الإبحار في البحر للبحث عن شخص تحبه حقًا. خلال رحلتها، سألت كل الرجال الذين قابلتهم إذا كانوا يرغبون في الزواج منها، وفي النهاية تزوجت من غوتي.
تُؤدي صوت شارلوت لولا أيا هيساكاوا في النسخة اليابانية الأصلية، وأليكس مور في دبلجة فنميشن.

### قراصنة الشمس
قراصنة الشمس (タイヨウの海賊団 Taiyō no Kaizokudan) هم مجموعة من القراصنة يتكونون من البرمائيين والحوريات، وكان يقودهم في البداية فيشر تايغر ثم جينبي. يهاجمون أي سفينة قراصنة يرونها، لكن بغض النظر عمن يكون على متنها، لا يقتلون بشكل مباشر. تم إنشاء شعار الشمس لتغطية علامة عبد التنين السماوي، "حافر التنين المحلق"، لأن فيشر تايغر كان يحمل العلامة بعد أن كان عبداً، ولكنه هرب من النبلاء وأثناء هروبه حرر الآخرين ومن ضمنهم بوا هانكوك وشقيقتيها. مع شعار الشمس، لم تتمكن حكومة العالم من تحديد هوية العبيد بسبب الارتباك الكبير حول ما إذا كانوا قراصنة الشمس أم لا.[ch. 620] كان أعضاء قراصنة آرلونغ وقراصنة ماكرو جزءًا أيضًا من الطاقم، حتى تفرق الفريق في النهاية بعد أن انضم جينبي إلى الشيتشيبوكاي.
الأعضاء المعروفون في قراصنة الشمس هم:
- فيشر تايغر (フィッシャー・タイガー Fisshā Taigā؟) هو برمائي من نوع سمكة أسبورية وكان مؤسس الطاقم. بعد أن توفي نتيجة فقدان الدم بعد كمين من البحرية، خلفه جينبي. في النسخة اليابانية الأصلية يُؤدي صوته كوجي إيشي، وفي الدبلجة الخاصة بفنميشن يؤدي صوته غايب كوندا.
- علاء الدين (アラディン Aradin؟) هو برمائي من نوع سمكة البروتولا مولتيبارباتا [الإنجليزية]‏ ويعمل كطبيب الطاقم واليد اليمنى (المساعد الأول) خلال قيادة جينبي. في النسخة اليابانية الأصلية، يُؤدي صوته تاكاشي ناغاساكو، وفي دبلجة فنميشن يُؤدي صوته براد سميتون.
- شارلوت برالين (シャーロット・プラリネ Shārotto Purarine؟) هي زوجة علاء الدين وابنة بيغ مام الحادية والعشرون، وهي هجينة بين إنسان وبرمائية من نوع قرش المطرقة. في النسخة اليابانية الأصلية، تُؤدي صوتها يوكو تاتشيبا، وفي دبلجة فنميشن تُؤدي صوتها سارا راغسديل.
- واداتسومي (ワダツミ؟) هو برمائي من نوع سمك المنتفخ الياباني وكان عضوًا سابقًا في [[قائمة شخصيات ون بيس#القراصنة الطائرون[د]|القراصنة الطائرون]]. في النسخة اليابانية الأصلية، يُؤدي صوته كوكي مياتا، وفي دبلجة فنميشن تُؤدي صوته ترينا نيشيورا.

### قراصنة ثريلر بارك
طاقم سفينة ثريلر بارك (スリラーバーク Surirā Bāku), التي بحجم جزيرة ويقودها جيكو موريا يتكون في الغالب من الزومبي، ويبلغ عددهم بالمئات، وقد تم إنشاؤهم من الجثث. وقد تم تصنيف بعض هؤلاء الزومبي إلى زومبي عامة، وزومبي الجنود، والزومبي الوحوش، والزومبي الخاصة.

#### جيكو موريا
جيكو موريا (ゲッコー・モリア Gekkō Moria) هو قبطان سفينة ثريلر بارك وعضو سابق في الشيتشيبوكاي.[ch. 448] تمنحه فاكهة الظل-الظل (カゲカゲの実 Kage Kage no Mi) القدرة على التحكم بظله، مما يتيح لظله التصرف بشكل مستقل تمامًا عن جسده، والتحكم في ظلال الآخرين.[ch. 455,463] بعد أن يتم إبادة طاقمه بالكامل على يد كايدو، يقوم بإنشاء جيش من الزومبي المطيعين بشكل كامل وغير قابلين للموت عن طريق زرع ظلال مسروقة في الجثث.[ch. 457,481] بعد حرب القمة، تم سحب لقب الشيتشيبوكاي منه.
في سلسلة الأنمي اليابانية، مؤدي صوت جيكو هو كاتسوهيسا هوكي. في النسخة المدبلجة من فنميشن، يتم تأدية صوته بواسطة كريس غيريرو.

#### بيرونا
بيرونا (ペローナ Perōna), المعروفة أيضًا باسم "أميرة الأشباح" (ゴーストプリンセス Gōsuto Purinsesu), هي عضو في قراصنة ثريلر بارك. ترتدي بيرونا ملابسها على نمط موضة لوليتا وهي قادرة على إنشاء أشباح بقدرات مختلفة بفضل قوة فاكهة الهولو-هولو (ホロホロの実 Horo Horo no Mi).[ch. 443,461] بعد هزيمة جيكو موريا، تلجأ بيرونا إلى قلعة دراكول ميهوك، حيث تساعد وتتعاون على مضض مع رورونوا زورو في تدريبه خلال فترة التايم سكيب.[ch. 597]
في النسخة الأصلية من الأنمي ، تؤدي صوت بيرونا الممثلة كوميكو نيشيهارا. في النسخة الإنجليزية من فنميشن، تؤدي صوتها الممثلة فليسيا أنجيل.

#### هوجباك
هوجباك (ホグバック Hogubakku) هو العبقري الطبي لموريا الذي أُعيدت له الحياة بواسطة الظلال المسروقة باستخدام قدرة فاكهة الشيطان الخاصة بموريا. وكان هو الشخص الذي أعاد ترميم الجثث.[ch. 446,449,455]
يؤدي صوت هوجباك هيروشي إيواساكي في النسخة اليابانية الأصلية، وماركوس دي ستيماك في النسخة المدبلجة من فنميشن.

#### أبسالوم
"المقبرة" أبسالوم (アブサロム Abusaromu) هو رجل مصنوع من مكونات مختلفة قام هوجباك بتعزيزه بخطم أسد، وجلد فيل، وعضلات دب وغوريلا. يمكنه أن يجعله نفسه وأي شيء يلمسه غير مرئي بفضل فاكهة واضح-واضح. فيما بعد، قُتل أبسالوم على يد شيريو من قراصنة اللحية السوداء الذي سرق قوة فاكهة الشيطان الخاصة به.
يؤدي صوت أبسالوم هيرواكي ميورا في النسخة اليابانية الأصلية، وأندرو تشاندلر في النسخة المدبلجة من فنميشن.

#### زومبي ثريلر بارك
من بين الزومبي الذين أنشأهم أو أعاد إحياءهم هوجباك وموريا هم:
- فيكتوريا سيندري (ビクトリア・シンドリー Bikutoria Shindorī؟) هي ممثلة مسرحية شهيرة سابقة تحولت إلى زومبي جندي، وتكن كراهية شديدة للصحون، وكان الدكتور هوجباك واقعًا في حبها. تؤدي صوت فيكتوريا سيندري وهي حية ناومي شيندو، بينما تؤدي صوتها كزومبي هوكو كواشيما في النسخة اليابانية الأصلية. في النسخة المدبلجة من فنميشن، تؤدي صوتها جيمي ماركي.
- شيموتسوكي ريوما (霜月リューマ Shimotsuki Ryūma؟) هو ساموراي من حقبة "بلد الذهب" في بلاد وانو، حيث تمت سرقة جثته لاحقًا من قبره وتحويله إلى أحد الزومبي الجنرالات لجيكو موريا. وقد كان يحمل ظل بروك في وقت من الأوقات. يؤدي صوت شيموتسوكي ريوما يوشيماسا هوسويا عندما كان حيًا، وتشو كزومبي في النسخة اليابانية الأصلية. في النسخة المدبلجة من فنميشن، يؤدي صوته إيان سينكلير.
- لولا (ローラ Rōra؟) هي زومبي جنرال يشبه الخنزير الثؤلولي وتقع في حب أبسالوم، وكانت تحمل ظل شارلوت لولا. تؤدي صوت لولا أيا هيساكاوا في النسخة اليابانية الأصلية، وفي النسخة المدبلجة من فنميشن تؤدي صوتها أليكس مور.
- تارالان (タララン Tararan؟) هو زومبي وحشي كبير يشبه القرد/العنكبوت ويعمل كقائد لفئران العنكبوت. يؤدي صوت تارالان كازوناري تاناكا في النسخة اليابانية الأصلية. في النسخة المدبلجة من فنميشن، يؤدي صوته تود أبشيرش من الحلقة 346 إلى الحلقة 406، وجيم فوروندا في الحلقات اللاحقة.
- كوماشي (クマシー Kumash؟) هو زومبي وحشي يشبه دمية دب مرقعة، يعمل كخادم لبيرونا وقائد عام للزومبي الوحشيين. يؤدي صوت كوماشي هيروشي إيواساكي في النسخة اليابانية الأصلية، وفي النسخة المدبلجة من فنميشن يؤدي صوته راي هيرد.
- إينوب (犬ッペ Inuppe؟) هو زومبي وحشي يشبه البطريق ولكن بأنف وأذني كلب بولدوغ، ويعمل كحارس لهوجباك. كان يحمل في السابق ظل سانجي. يؤدي صوت إينوب هيروكي هيراتا في النسخة اليابانية الأصلية، وفي النسخة المدبلجة من فنميشن يؤدي صوته إيريك فايل.
- جيغورو (ジゴロウ Jigoro؟) هو سياف زومبي. كان يحمل في السابق ظل زورو. يؤدي صوت جيجورو كازويا ناكاي في النسخة اليابانية الأصلية، وفي النسخة المدبلجة من فنميشن يؤدي صوته كريستوفر سابات.
- أورز (オーズ Ōzu؟): عملاق قديم يبلغ طوله 219 قدمًا، كان يخشى منه الجميع في السابق، وأُعيد إحياءه كزومبي خاص بواسطة موريا. كان يحمل في السابق ظل لوفي. يؤدي صوت أورز مايومي تاناكا في النسخة اليابانية الأصلية، وفي النسخة المدبلجة من فنميشن تؤدي صوته كولين كلينكينبيرد.

### الجيل الأسوأ
| مجموعة         | مجموعة               | دور   | فاكهة الشيطان          | من             | مؤدي صوت الأنمي         | مؤدي صوت الأنمي        |
| الطاقم         | الأسم                | دور   | فاكهة الشيطان          | من             | اليابان                 | الولايات المتحدة       |
| -------------- | -------------------- | ----- | ---------------------- | -------------- | ----------------------- | ---------------------- |
| اللحية السوداء | مارشال دي تيتش       | كابتن | الظلام-الظلام          | الغراند لاين   | أكيو أوتسوكا            | كول براون كريس ريجر    |
| بوني           | جولري بوني           | كابتن | العمر-العمر            | الازرق الجنوبي | ريكو كيوتشي ريكو تاكاغي | لورا ويتسل             |
| دريك           | إكس دريك             | كابتن | التنين-التنين (ألوصور) | الأزرق الشمالي | إيجي تاكيموتو           | دي سي دوغلاس           |
| الراهب الساقط  | أوروجي               | كابتن | غير معروف              | [جزيرة السماء] | تايتن كوسونوكي          | ماجور أتاواي           |
| دبابة النار    | كابوني بيجي          | كابتن | القلعة-القلعة          | الأزرق الغربي  | ناوكي تاتسوتا           | كايل إيبير             |
| هوكينز         | باسيل هوكينز         | كابتن | القش-القش              | الأزرق الشمالي | شيجينوري سويا           | تاليسين جافي           |
| القلب          | ترافلغار دي واتر لاو | كابتن | أوبي-أوبي              | الأزرق الشمالي | هيروشي كاميا            | ماثيو ميرسر            |
| كيد            | يوستاس كيد           | كابتن | المغناطيس-المغناطيس    | الأزرق الجنوبي | دايسكي ناميكاوا         | جستين كوك              |
| كيد            | كيلر                 | مقاتل | سمايل                  | الازرق الجنوبي | كينجي هامادا            | ليو فابيان             |
| على الهواء     | سكراتشمين آبو        | كابتن | إيقاع-إيقاع            | الغراند لاين   | ميتسواكي مادونو         | براد فينابل برنت موكاي |
| قبعة القش      | مونكي دي لوفي        | كابتن | المطاط-المطاط          | الأزرق الشرقي  | مايومي تاناكا           | كولين كلينكينبيرد      |
| قبعة القش      | رورونوا زورو         | سياف  | —                      | الأزرق الشرقي  | كازويا ناكاي            | كريستوفر سابات         |

معروفون في الأصل باسم " السوبرنوفا الأحد عشر" (11人の超新星 Jūichinin no Chōshinsei), وهي مجموعة من القراصنة الجدد الذين تفوق مكافآتهم 100,000,000 بيري، حيث وصلوا إلى أرخبيل شابوندي في نفس الوقت. أعضاء المجموعة هم: مونكي دي لوفي ورفيقه في الطاقم رورونوا زورو؛ ترافلغار لاو؛ كابوني بيجي؛ إكس دريك؛ جولري بوني؛ باسيل هوكينز؛ يوستاس كيد ورفيقه في الطاقم كيلر؛ سكراتشمين آبو؛ وأوروجي (ウルージ Urūji).[ch. 498] يعتبر هؤلاء القراصنة "أطفالاً مشاغبين"، وقد أصبحوا مع اللحية السوداء معروفين في نهاية المطاف باسم "الجيل الأسوأ" (最悪の世代 Saiaku no Sedai) بواسطة حكومة العالم، حيث اكتسبوا شهرة أكبر بسبب جرائمهم وأحيانًا استعدادهم لتحدي الوضع الراهن.[ch. 664]

#### باسيل هوكينز
باسيل هوكينز (バジル・ホーキンス Bajiru Hōkinsu)، الملقب بـ "الساحر" (魔術師 Majutsushi)، هو قائد قراصنة هوكينز. لقد أكل فاكهة القش-القش (ワラワラの実 Wara Wara no Mi)، وهي فاكهة شيطان من نوع باراميسيا تتيح له إنشاء والتحكم في القش. يمكنه تغطية جسده بالقش وإنشاء مجسمات من القش تشبه الفزاعات لمساعدته في الهجوم. لديه أيضًا عادة قراءة بطاقات التاروت لمعرفة ما سيحدث ونسبة احتمال وقوع ما يتنبأ به.
بعد انقضاء السنتين، حاول تشكيل تحالف مع سكراتشمين آبو ويوستاس كيد. بعد أن ظهر كايدو أمامهم، انتهى به الأمر بالانضمام إلى قراصنة الوحوش كمرؤوس لكايدو، ومع خيانة كيد وآبو، أصبح واحدًا من شينوتشي الطاقم.

#### كابوني بيجي
كابوني "غانغ" بيجي (カポネ・“ギャング”・ベッジ Kapone "Gyangu" Bejji) هو زعيم مافيا تحول إلى قرصان. يمتلك قدرة فاكهة القلعة-القلعة (シロシロの実 Shiro Shiro no Mi)، وهي فاكهة شيطان من نوع باراميسيا تتيح له إنشاء وصيانة قلعة بُعدية داخل جسده، مما يسمح له بوضع الناس داخلها بعد تصغيرهم عندما يقتربون من المدخل، أو التحول إلى قلعة كبيرة تعمل كحصن.
خلال فترة السنتين، أصبح بيجي واحدًا من مقاتلي قراصنة بيغ مام، حتى اللحظة التي كوّن فيها تحالفًا مع لوفي وسيزار كلاون للقضاء على بيغ مام. بيجي متزوج من ابنة بيغ مام الثانية والعشرين شارلوت شيفون (シャーロット・シフォンShārotto Shifon)، وهما والدا كابوني بيتز (カポネ・ペッツ Kapone Pettsu).
يتم تأديت صوت كابوني بيجي باللغة اليابانية الأصلية بواسطة ناوكي تاتسوتا وفي دبلجة فنميشن بواسطة كايل إيبير.

##### قراصنة دبابة النار
قراصنة دبابة النار (ファイアタンク海賊団 Faia Tanku Kaizokudan) هم طاقم قراصنة بقيادة كابوني بيجي. يتكون الطاقم من:
- فيتو (ヴィト Vito؟) هو مستشار بيجي. يقوم بأداء صوت فيتو في النسخة اليابانية الأصلية دايسكي كيشيو، وفي دبلجة فنميشن يؤدي دوره كريس هاكني.
- غوتي (ゴッティ Gotti؟) هو مقاتل ضمن طاقم بيجي ومتزوج من شارلوت لولا من قراصنة رولينغ. يقوم بأداء صوت غوتي في النسخة اليابانية الأصلية ماسافومي كيمورا وفي دبلجة فنميشن يقوم بالأداء جوشوا بسمور.

#### يوستاس كيد
يوستاس "كابتن" كيد (ユースタス・キャプテン・キッド Yūsutasu "Kyaputen" Kiddo) هو قائد قراصنة كيد. من ضمن طاقمه صديقه منذ الطفولة، كيلر. تناول كيد فاكهة المغناطيس-المغناطيس (ジキジキの実 Jiki Jiki no Mi)، وهي فاكهة شيطان من نوع باراميسيا تسمح له بجذب والتحكم في الأجسام المعدنية باستخدام المغناطيسية. كما أنه قادر على استخدام جميع أنواع الهاكي الثلاثة. خلال فترة الانقطاع الزمني، فقد ذراعه بعد مواجهة مع شانكس، ويعتمد على ذراع من قطع معدنية يخلقها بواسطة قدرته. بعد محاولة تشكيل تحالف مع سكراتشمين آبو وباسيل هوكينز، تعرض للخيانة من قِبلهما وتم أسره بواسطة كايدو، واضطر لاحقًا إلى التحالف مع لوفي ولاو في خطتهما لهزيمته. بعد الفصل 1079، لا تزال حالته الحالية غير معروفة.
يؤدي دايسكي ناميكاوا صوت يوستاس كيد في النسخة اليابانية الأصلية، بينما يؤدي جستين كوك صوته في دبلجة فنميشن.

##### كيلر
كيلر (キラー Kirā), الملقب بـ "آلة القتل" (殺戮武人 Satsuriku Bujin، بمعنى "جندي المجزرة") هو مقاتل ضمن قراصنة كيد وصديق الطفولة ليوستاس كيد. عادةً يقاتل باستخدام شفرتين، ويميزه ارتداء قناع على وجهه.
بعد أن تم القبض عليه هو وكيد بواسطة كايدو، أُجبر كيلر على تناول فاكهة سمايل غير فعالة، مما جعله يبتسم باستمرار. في وانو، انتهى به الأمر بالعمل لصالح حليف كايدو، كوروزومي أوروتشي، كقاتل في الشوارع يُعرف باسم كامازو القاتل (人斬り鎌ぞう Hito Kiri Kamazō). من أجل الانتقام من كايدو، انضم هو وقراصنة كيد إلى تحالف لوفي ولاو.
يؤدي كينجي هامادا صوت كيلر في النسخة اليابانية الأصلية، بينما يؤدي ليو فابيان صوته في دبلجة فنميشن.

#### جولري بوني
جولري بوني (ジュエリー・ボニー Juerī Bonī) هي واحدة من اثني عشر قرصاناً يُعرفون بشكل جماعي بـ الجيل الأسوأ، وتعد الأنثى الوحيدة في المجموعة. تلقب بـ "الشرهة" (大喰らい Ō-Gurai، تترجم حرفيا. "الأكلة الكبيرة") بسبب شهيتها الضخمة التي لا تؤثر على قوامها الرشيق.[ch. 498] لقد تناولت فاكهة العمر-العمر والتي تسمح لها بتغيير عمرها الخاص (والذي تستخدمه للتنكر) وكذلك عمر الآخرين، مما يجعل خصومها إما صغارًا جدًا أو كبارًا جدًا لمقاتلتها.[ch. 499]
بعد حرب المارينفورد، هُزمت هي وطاقمها وتم أسرهم من قبل قراصنة اللحية السوداء، وتم اعتقالها لاحقًا من قبل أسطول البحرية الذي يقوده ساكازوكي. بطريقة ما، تمكنت من الهرب وظهرت تسير متخفية في الشوارع بعد السنتين. خلال الاجتماع العالمي (الريفيري)، تسللت إلى ماريجوا لإنقاذ بارثولوميو كوما، الذي يُكشف لاحقًا أنه والدها.
جولري بوني تُؤدي صوتها ريكو كيوتشي ولاحقًا ريكو تاكاغي في النسخة اليابانية الأصلية. في الدبلجة الإنجليزية من فنميشن، تُؤدي صوتها لورا ويتسيل.

#### سكراتشمين آبو
سكراتشمين آبو (スクラッチメン・アプー Sukuratchimen Apū)، المعروف أيضًا باسم "هدير البحر" (海鳴り Umi Nari)، هو قائد قراصنة على الهواء (オンエア海賊団 On Ea Kaizokudan)، وعضو في قبيلة ذو الأذرع الطويلة. يمتلك قوة فاكهة الأيقاع-الأيقاع (オトオトの実 Oto Oto no Mi)، وهي فاكهة شيطان من نوع باراميسيا تتيح له تحويل أجزاء من جسمه إلى أدوات موسيقية متنوعة وتوليد الموسيقى والاهتزازات الكبيرة بها، ومع ذلك، فإن الصوت لا يؤثر على الناس إذا لم يسمعوه.
بعد فترة السنتين، حاول تشكيل تحالف مع باسيل هوكينز ويوستاس كيد. ومع ذلك، كان مرتبطًا بكايدو لعمل كمين لهم، حيث كان آبو في الواقع تابعًا لقراصنة الوحوش كمخبر لهم، وانتهى الأمر بانضمام هوكينز إلى كايدو وآبو، بينما تم أسر كيد.
يؤدي صوت سكراتشمين آبو في النسخة اليابانية الأصلية ميتسواكي مادونو. في الدبلجة الإنجليزية لفنميشن، يقوم براد فينابل بأداء صوته في الحلقات من 392 إلى 629 وفي فيلم ون بيس: ستامبيد، ويؤدي برينت موكاي صوته ابتداءً من الحلقة 736.

#### ترافلغار لاو
"جراح الموت" (死の外科医 Shi no Gekai), ترافلغار دي واتر لاو (トラファルガー・D・ワーテル・ロー Torafarugā Dī Wāteru Rō)، ينحدر من الأزرق الشمالي.[ch. 498,508,578,763] بعد تناول فاكهة أوبي-أوبي (オペオペの実 Ope Ope no Mi)، يستطيع لاو، بعد إنشاء منطقة كروية زرقاء حول نفسه، قص ونقل الأشياء وكذلك تبديل الأجساد داخل هذه المنطقة الزرقاء. [ch. 661] هو قائد قراصنة القلب. في الأصل من المدينة البيضاء، فلافنس، هرب مصابًا بمرض الرصاص الأبيض وانضم إلى قراصنة دونكيهوتي. هناك التقى بكورازون، شقيق دوفلامنغو، وانطلقا معًا في مغامرة للبحث عن علاج لقانون. في النهاية عثرا على فاكهة الشيطان، لكن قبل أن يهربا، تم قتل كورازون بواسطة دوفلامنغو، مما دفع لاو للسعي للانتقام. صنع لاو لنفسه اسمًا، وبعد حرب القمة، انضم لاو إلى الأباطرة السبعة للبحار [ch. 659,673] رغم أنه دخل في تحالف مع لوفي وقبعات القش للإطاحة بكايدو، أحد الأباطرة الأربعة، فإن لاو كان في الحقيقة يستهدف دون كيهوتي دوفلامنغو.
يتم أداء صوت ترافلغار لاو بواسطة هيروشي كاميا في النسخة اليابانية الأصلية ومن قبل ماثيو ميرسر في النسخة المدبلجة من فنميشن.

##### قراصنة القلب
The قراصنة القلب (ハートの海賊団 Hāto no Kaizokudan)، المكونون من واحد وعشرين عضوًا، هم طاقم القراصنة الذي يقوده ترافلغار لاو.
- بيبو (ベポ Bepo؟) هو منك من نوع الدب القطبي وهو الملاح في الطاقم. يؤدي صوت بيبو ياسوهيرو تاكاتو في النسخة اليابانية الأصلية وكريس جورج في النسخة المدبلجة من فنميشن.
- شاتشي (シャチ Shachi؟) هو رجل نحيل متوسط الحجم. يؤدي صوت شاتشي تاكاهيرو فوجيموتو في النسخة اليابانية الأصلية وبن براينت في النسخة المدبلجة من فنميشن.
- بينغوين (ペンギン Pengin؟) هو رجل نحيل متوسط الحجم يرتدي قبعة تحمل اسمه. يؤدي صوت بينغوين كييجي هيراي في النسخة اليابانية الأصلية وسيث ماجيل في النسخة المدبلجة من فنميشن.
- جان بارت (ジャンバール Janbāru؟) هو رجل ضخم وكان عبداً سابقاً للقديس روسوارد. يؤدي صوت جان بارت ياسونوري ماسوتاني في النسخة اليابانية الأصلية وجون مكالمونت في النسخة المدبلجة من فنميشن.

#### إكس درايك
"العلم الأحمر" (赤旗 Akahata) إكس دريك (・ドレーク Diesu Dorēku، تُنطق "ديز دريك") هو قائد قراصنة دريك. يمتلك قوة فاكهة الشيطان من نوع زون فاكهة التنين-التنين، النموذج: ألوصور (リュウリュウの実 モデル アロサウルス Ryū Ryū no Mi Moderu Arosaurusu)، التي تمنحه القدرة على التحول إلى ألوصور أو هجين بين الإنسان والألوصور. كان دريك سابقاً عميد بحري وأصبح قرصاناً، لكنه استمر بالعمل سراً لصالح البحرية كقائد قسم "السيف". تحت هذه الهوية، تمكن دريك من الانضمام إلى قراصنة الوحوش كمرؤوس لكايدو، وأصبح واحداً من الشينوتشي كجزء من التوبي روپو. تم طرده بعد اكتشاف خيانته وانضم إلى تحالف لوفي لإسقاط كايدو.
إكس دريك يؤدي صوته إيجي تاكيموتو في النسخة اليابانية الأصلية ودي سي دوغلاس في النسخة المدبلجة من فنميشن.

## الأباطرة الأربعة
| أولي           | أولي                            | إعادة التعيين  |
| العضو          | المصير                          | إعادة التعيين  |
| -------------- | ------------------------------- | -------------- |
| شانكس          | لا يزال نشطًا                    | شانكس          |
| اللحية البيضاء | هُزم على يد البحرية في مارينفورد | اللحية السوداء |
| كايدو          | هُزم على يد لوفي في وانو         | مونكي دي لوفي  |
| بيج مام        | هُزمت على يد لاو وكيد في وانو    | باغي           |

يُعرف أقوى القراصنة في العالم الجديد بـ الأباطرة الأربعة (四皇 Yonkō). في البداية، كانت المجموعة تتألف من شانكس، واللحية البيضاء، وكايدو، وبيغ مام، حيث شكلوا توازنًا هشًا للسلطة مع أمراء الحرب السبعة للبحر (الشيتشيبوكاي) ومقر البحرية، مما حافظ على السلام العالمي حتى تم أسر آيس بواسطة اللحية السوداء. قاد ذلك إلى حرب بين قراصنة اللحية البيضاء وحكومة العالم، مما أدى إلى وفاة اللحية البيضاء.[ch. 432,483,576,581] بعد عامين، يُعتبر أن اللحية السوداء قد أخذ مكان اللحية البيضاء.[ch. 650] بعد أحداث حرب أونيغاشيما، حيث تم هزيمة بيغ مام وكايدو، اعتُبر مونكي دي لوفي وباغي الأعضاء الجدد ليحلوا مكانهم.

### قراصنة الوحوش
قراصنة الوحوش (百獣海賊団 Hyakujū Kaizokudan، قراصنة مملكة الحيوان) هم الطاقم الذي يقوده كايدو، أحد الأباطرة الأربعة. يمتلك معظم الأعضاء قوى فواكه الشيطان سمايل التي صنعها سيزار كلاون، وهي تمكنهم من الحصول على قدرات حيوان محدد، لكن بشكل جزئي، مثل الحصول على الأرجل أو الأذنين أو الرأس متعلقة من أي جزء من الجسم، مثل رأس الحيوان على المعدة أو في اليد، أجنحة في الرأس أو المؤخرة، واستبدال الأرجل بالحيوان الفعلي بحيث يبرز جذع المستخدم من ظهرهم.

#### كايدو
كايدو (カイドウ Kaidō)، المعروف أيضًا باسم "كايدو، ملك الوحوش" (百獣のカイドウ Hyakujū no Kaidō)، هو القائد الأعلى (総督 Sōtoku) الثالث والعشرين لقراصنة الوحوش وعضو سابق في الأباطرة الأربعة وعضو سابق في قراصنة الروكس كمتدرب. استهلك كايدو فاكهة الشيطان السمكة-السمكة: نموذج التنين الأزوري، ما يمكنه من التحول إلى تنين أزوري أو مزيج بين التنين والإنسان. يؤمن كايدو بأن القوي هو المسيطر وقد خضع عدة قراصنة من خلال كسر رغباتهم. كايدو معروف بعدم استقراره العقلي وتغير أفكاره بشكل متكرر حيث يرغب في موت مجيد مثل اللحية البيضاء ولكنه أيضًا يطمح لوجود عدو قوي يستحق مقاتلته، وقد قضى وقتًا طويلًا من دون خصم يضاهي قوته. كايدو كان على وشك الإعدام عدة مرات ولديه هواية محاولة الانتحار، لكنه دائمًا ما ينجو بسلام بسبب مقاومته القوية، مما جعله يعرف في العالم بأنه "أقوى مخلوق" (最強の生物 Saikyō no Seibutsu). كايدو وكينج كانا محتجزين في بونك هازرد في وقت سابق. واجه كايدو كوزوكي أودين، الذي كان الشخص الوحيد القادر على إصابته بجروح عميقة، مما ترك كايدو بندبة ضخمة ودائمة على صدره بعد محاولته قتله.
كان متحالفًا لسنوات مع كوروزومي أوروتشي لحكم بلاد وانو معًا بعد التخلص من كوزوكي أودين، حتى غدر به وأعلن أن ابنته ياماتو ستكون الشوغون الجديد للبلاد والتي رفضتها بشدة. كان لكايدو أعلى مكافأة نشطة لأي قرصان حالي، بما يعادل 4,611,100,000. كايدو قادر أيضًا على استخدام التطبيقات المتقدمة لجميع أنواع الهاكي. بعد معركة طويلة وشاقة مع لوفي وحلفائه، هُزم كايدو على يد لوفي، التقمص الثاني لجوي بوي الذي كان يُتنبأ بأنه سيهزمه، وسقط هو وبيغ مام في غرفة بركانية قبل انفجارها. لا يُعرف ما إذا كانوا نجوا أم لا.
كايدو يُؤدي صوته تيشو غيندا في النسخة اليابانية الأصلية وديفيد سوبولوف في النسخة المدبلجة من فنميشن.

#### القادة الرئيسيين
الثلاثة رجال الذين يتصرفون كيد كايدو اليمنى هم القادة الرئيسيين (大看板 Ōkanban، النجوم الكبار)، وهم الضباط التنفيذيون للطاقم، المعروفون أيضًا بالكوارث أو النكبات. يتكون الفريق من:
- كينغ (キング Kingu؟) هو لوناري يمكنه التحول إلى تيرانودون أو هجين بشري-تيرانودون باستخدام قوى فاكهة التنين-التنين: نموذج تيرانودون (Ryu Ryu no Mi: Model Pteranodon,リュウリュウの実 モデル プテラノドン). يحمل كينغ لقب "كارثة الحريق". في وقت ما، أُحتجز كينغ وكايدو في بانك هازارد. تم استخدام عوامل وراثية من كينغ لاحقًا بواسطة الدكتور فيغابانك لإنشاء السيرافيم الخاص به. يؤدي صوت كينغ ماكوتو تامورا في النسخة اليابانية الأصلية وغابي كوندا في النسخة المدبلجة من فنميشن.
- كوين (クイーン Kuīn؟) هو عالم سايبورغ يمكنه التحول إلى براكيوصور أو هجين بشري-براكيوصور باستخدام قوى فاكهة التنين-التنين: نموذج براكيوصور (Ryu Ryu no Mi: Model Brachiosaurus, リュウリュウの実 モデル ブラキオサウルス"). يحمل كوين لقب "كارثة الطاعون". كوين هو أيضًا زميل سابق لسيزار كلاون، وفينسموك جادج من مملكة الجيرما، والدكتور فيغابانك كجزء من مجموعة العلماء MADS. يؤدي صوت كوين هيروكي تاكاهاشي في النسخة اليابانية الأصلية ومايجور أتاوي في النسخة المدبلجة من فنميشن.
- جاك (ジャック Jakku؟) هو برمائي من نوع الهامور العملاق يمكنه التحول إلى ماموث أو هجين بشري-ماموث باستخدام قوى فاكهة الفيل-الفيل: نموذج ماموث (Zou Zou no Mi, Model: Mammoth, ゾウゾウの実 モデル "マンモス"). يحمل جاك لقب "كارثة الجفاف". يؤدي صوت جاك كين نومورا في النسخة اليابانية الأصلية وبيل بوتس في النسخة المدبلجة من فونيمايشن.

#### توبي روبو
التوبي روبو (飛び六胞 Tobi Roppō) هم النخبة الستة الشينوتشي وضباط الطاقم من الدرجة الأولى الذين يخدمون مباشرة تحت القادة الرئيسيين. مثل القادة الرئيسيين، يمكن للأعضاء التحول إلى كائنات قديمة عبر فواكه الزون القديمة. تتكون المجموعة من:
- بيج ون (ページワン Pējiwan؟) هو شينوتشي يمتلك فاكهة الشيطان المسماة فاكهة التنين-التنين: نموذج سبينوصور، والتي تُمكنه من التحول إلى سبينوصور أو هجين بشري-سبينوصور. يتم أداء صوت بيج ون بواسطة يوتاكا أوياما في النسخة اليابانية الأصلية وتوم لافلين في النسخة المدبلجة من فنميشن.
- أولتي (うるティ Uruti؟) هي شينوتشي وأخت بيج ون، تمتلك فاكهة الشيطان المسماة فاكهة التنين-التنين: نموذج باكيسيفالوصور، والتي تمكّنها من التحول إلى باكيسيفالوصور أو هجين بشري-باكيسيفالوصور. تؤدي صوت أولتي تومويو كوراساوا في النسخة اليابانية الأصلية وكريستينا كيلي في النسخة المدبلجة من فنميشن.
- ساساكي (ササキ Sasaki؟) هو برمائي من نوع سمكة أبو قرن وشينوتشي يمتلك فاكهة الشيطان المسماة فاكهة التنين-التنين: نموذج تريسيراتوبس، والتي تمكنه من التحول إلى تريسيراتوبس أو هجين بشري-تريسيراتوبس. كان مسؤولاً عن فيلق المدرعين (الذي يتكون من مستخدمي فاكهة سمايل المعتمدين على الحيوانات ذات الجلود أو الأصداف الصلبة) قبل أن يتم ترويضهم بواسطة قدرة فاكهة الشيطان الخاصة بكوروزومي تاما. على عكس التريسيراتوبس الحقيقي، يمكن لساساكي لف قمة رأسه في شكل التريسيراتوبس للتنقل عبر الهواء. أداء صوت ساساكي يتم بواسطة فولكانو أوتا في النسخة اليابانية الأصلية وهيث مورو في النسخة المدبلجة من فنميشن.
- بلاك ماريا (ブラックマリア Burakkumaria؟) هي شينوتشي تمتلك فاكهة الشيطان المسماة فاكهة العنكبوت-العنكبوت: نموذج روزاميغال غراوفوجيلي، والتي تمكنها من التحول إلى روزاميغال [الإنجليزية]‏ أو هجين بشري-روزاميغال. أداء صوت بلاك ماريا يتم بواسطة يو كوباياشي في النسخة اليابانية الأصلية وأليسن باكارد في النسخة المدبلجة من فنميشن.
- هو إز هو (フーズ・フー Fūzu Fū؟) هو شينوتشي يمتلك فاكهة الشيطان المسماة فاكهة القط-القط: نموذج النمر ذو الأسنان السيفية، والتي تمكنه من التحول إلى نمر ذو أسنان سيفية أو هجين بشري-نمر ذو أسنان سيفية. أداء صوت هو إز هو يتم بواسطة هيروفومي نوجيما في النسخة اليابانية الأصلية ورايغان مردوك في النسخة المدبلجة من فنميشن.
- إكس دريك كان عضواً سابقًا في هذه المجموعة.

#### الشينوتشي
الشينوتشي (真打ち Shin'uchi) هم الضباط من الدرجة الثانية في قراصنة الوحوش، ومعظمهم من الجيفترز النخبة. هم المسؤولون عن الجيفترز ذوي الرتب الدنيا، والبليجرز، والويترز.
الشينوتشي المعروفون هم:
- باسيل هوكينز
- شيبهيد (シープスヘッド Shīpusuheddo؟) هو شينوتشي يمكنه تحويل يديه إلى قرون خراف. يُؤدي صوته كاتسويوكي كونيشي في النسخة اليابانية الأصلية وآرمين تايلور في النسخة المدبلجة من فنميشن.
- هولديم (ホールデム Hōrudemu؟) هو شينوتشي يمتلك رأسًا وأرجلًا لأسد يُدعى كاميجييرو (噛二郎 Kamijirō؟) على خصره وذيل أسد على ظهره. يُؤدي صوت هولديم وكاميجييرو تسويوشي كوياما في النسخة اليابانية الأصلية ودايفون أوليفر في النسخة المدبلجة من فنميشن.
- سبيد (スピード Supīdo؟) هي شينوتشي تشبه القنطور. انشقت عندما تمت ترويضها بواسطة قدرة فاكهة الشيطان الخاصة بكوروزومي تاما. يتم أداء صوت سبيد بواسطة ساتومي ساتو في النسخة اليابانية الأصلية ونيا مورينو في النسخة المدبلجة من فنميشن.
- دوبون (ドボン؟) هو شينوتشي يكون جسمه بالكامل محصورًا داخل فم فرس نهر وردي. يُؤدي صوته تارو ياماغوتشي في النسخة اليابانية وفيلب أناريلا في النسخة المدبلجة من فونيمايشن.
- جينرومي (ジンラミー Jinramī؟) هي شينوتشي تملك فاكهة السناجب سمايل، مما يمنحها خدودًا كبيرة تشبه السناجب. تُؤدي صوتها سكيكو أوران في النسخة اليابانية الأصلية وكايتلين غولت في النسخة المدبلجة من فنميشن.
- بابانوكي (ババヌキ؟) هو حارس سجن منجم السجناء والذي يمتلك رأس فيل على صدره. انشق عندما تم ترويضه بواسطة قدرة فاكهة الشيطان الخاصة بكوروزومي تاما. يتم أداء صوته بواسطة سوسومو أكاجي في النسخة اليابانية الأصلية وأليكس هوم في النسخة المدبلجة من فنميشن.
- دايفوغو (ダイフゴー ドボン؟) هو شينوتشي يمتلك فاكهة عقرب سمايل، مما يمنحه ذيل عقرب بدلاً من الشعر وستة أرجل. انشق عندما تم ترويضه بواسطة قدرة فاكهة الشيطان الخاصة بكوروزومي تاما. يقوم بأداء دوره تورو ناكان في النسخة اليابانية الأصلية، وجوش مارتن في النسخة المدبلجة من فنميشن.
- سوليتير (ソリティア Soritia؟) هي شينوتشي تمتلك فاكهة قرد سمايل، مما يمنحها ذيل قرد وزوجين إضافيين من الأذرع. يتم أداء صوت سوليتير بواسطة أوميكا شوجي في النسخة اليابانية الأصلية وكايلا باركر في النسخة المدبلجة من فنميشن.
- ميزيركا (ミゼルカ Mizeruka؟) هي شينوتشي تمتلك فاكهة غوريلا سمايل، مما يؤدي إلى نمو غوريلا ذات فرو وردي تدعى غوريشيرو (ゴリ四郎 Gorishirо̄؟) من خصرها. انشقت عندما تم ترويضها بواسطة قدرة فاكهة الشيطان الخاصة بكوروزومي تاما. تقوم بأداء صوت ميزيركا أريسا سيكين في النسخة اليابانية الأصلية وروان غيلفي في النسخة المدبلجة من فنميشن.
- بريسكولا (Burisukora ブリスコラ؟) هو شينوتشي يمتلك نوع غوريلا سمايل الذي يمكنه من نمو غوريلا من يده اليسرى. انشق عندما تم ترويضه بواسطة قدرة فاكهة الشيطان الخاصة بكوروزومي تاما. يقوم بأداء صوت بريسكولا ياسوهيرو ماميا في النسخة اليابانية الأصلية وماك ماكجي في النسخة المدبلجة من فنميشن.
- فورتريكس (Fōtorikkusu フォートリックス؟) هو شينوتشي يمتلك جسداً يشبه الدجاجة ووجهه وذراعاه في الجهة الخلفية منه. يقوم بأداء صوت فورتريكس كوهِي أماساكي في النسخة اليابانية الأصلية وجيم فوروندا في النسخة المدبلجة من فنميشن.
- هاملت (Hamuretto ハムレット؟) هو شينوتشي يمتلك نوع زرافة سمايل الذي يتسبب في ظهور جسم زرافة من الجزء العلوي من ظهره. يقوم بأداء صوت هاملت ريوتا تاكيوتشي في النسخة اليابانية الأصلية وآلان لي في النسخة المدبلجة من فنميشن.
- بوكر (Pōkā ポーカー؟) هو شينوتشي يمتلك ثعابين بدلاً من الأرجل. انشق بعد أن تم ترويضه بواسطة قدرة فاكهة الشيطان الخاصة بكوروزومي تاما. يقوم بأداء صوت بوكر توموهيزا هاشيزومي في النسخة اليابانية الأصلية وماثيو إلكينز في النسخة المدبلجة من فنميشن.
- الأخوين داوت (ダウト兄弟 Dauto Kyōdai؟) هما شينوتشي تناولا فاكهة البوم سمايل التي منحتهما قدرات غير معروفة مستندة إلى البوم.

#### الجيفترز
الجيفترز (与えられた者達 Gifutāzu) هم جنود النخبة من قراصنة الوحوش.
الجيفترز المعروفون يشملون:
- باتمان (Battoman バットマン؟) هو جيفتر يمتلك نوع خفاش سمايل الذي يمنحه أذني وأجنحة خفاش. يقوم بأداء صوت باتمان جينجي كيتاجيما في النسخة اليابانية الأصلية وبراندون سوليس في النسخة المدبلجة من فنميشن.
- غزالمان (ガゼルマン Gazeruman؟) هو جيفتر يمتلك نوع غزال سمايل الذي يمنحه القسم الخلفي من غزال ما يمكنه من الجري بسرعات خارقة. انشق بعد أن تم ترويضه بواسطة قدرة فاكهة الشيطان الخاصة بكوروزومي تاما. يقوم بأداء صوت غزالمان ياسونوري ماسوتاني في النسخة اليابانية الأصلية وجوش بانجل في النسخة المدبلجة من فنميشن.
- ماوسمان (マウスマン Mausuman؟) هو جيفتر يمتلك نوع فأر سمايل الذي يمنحه أذني فأر. يقوم بأداء صوت ماوسمان ماسامي كيكوتشي في النسخة اليابانية الأصلية وباركر جراي في النسخة المدبلجة من فنميشن.
- سنيكمان (Sunēkuman スネークマン؟) هو جيفتر يمتلك نوع أفعى سمايل الذي يجعل أفعى تبرز من بطنه. يقوم بأداء صوت سنيكمان ماسايا تاكاتسوكا في النسخة اليابانية الأصلية ودالتون والكر في النسخة المدبلجة من فنميشن.
- رابيت مان (ラビットマン Rabbitoman؟) هو جيفتر يمتلك نوع أرنب سمايل الذي يمنحه أذني أرنب على كتفيه، ووجه أرنب على ذقنه، وذيل أرنب. يقوم بأداء صوت رابيت مان كابي ياماغوتشي في النسخة اليابانية الأصلية وجاري فورلونغ في النسخة المدبلجة من فنميشن.
- ساراهبي (さらへび先生 Sarahebi-sensei؟) هي معلمة في عاصمة زهور وانو وتابعة لـ بلاك ماريا. نوع أفعى سمايل يمنحها عنق شبيه بالأفعى وأنياب ولسان. تقوم بأداء صوت ساراهبي يوكا كوماتسو في النسخة اليابانية الأصلية وإميلي فاجاردو في النسخة المدبلجة من فنميشن.
- ألباكا مان (アルパカマン Arupakaman؟) هو جيفتر يمتلك نوع ألباكا سمايل الذي يمنحه رأسًا شبيهًا بالألباكا. يقوم بأداء صوت ألباكا مان تاكاهارو أونيشي في النسخة اليابانية الأصلية وبرايسون باوغس في النسخة المدبلجة من فنميشن.
- ماديلومان (マジロマン Majiroman؟) هو جيفتر يمتلك نوع أرماديلو سمايل الذي يمنحه صدفة أرماديلو على ظهره. يقوم بأداء صوت ماديلومان توشيتسوغو تاكاشينا في النسخة اليابانية الأصلية وجاري فورلونغ في النسخة المدبلجة من فنميشن.
- داتشومان (ダチョウマン Dachōman؟) هو جيفتر يمتلك نوع أفعى النعام سمايل الذي يمنحه رقبة شبيهة بالنعام. يقوم بأداء صوت داتشومان هيرومي ميازوكي في النسخة اليابانية الأصلية وكايبا ووكر في النسخة المدبلجة من فنميشن.
- تينجو-ساجاري (天井下り Tenjō-Sagari؟) هي جيفتر مخلصة لـ بلاك ماريا، تمتلك نوع وايت سنيك سمايل الذي يمنحها أنيابًا شبيهة بالأفاعي وجذعًا قابلًا للتمدد. تقوم بأداء صوت تينجو-ساجاري مومو إيشيباشي في النسخة اليابانية الأصلية وجيفون كروز في النسخة المدبلجة من فنميشن.
- نور-أونا (濡れ女 Nure-Onna؟) هي جيفتر مخلصة لـ بلاك ماريا، تمتلك نوع هوغنوز سنيك سمايل الذي يمنحها رقبة شبيهة بأفعى الهوغنوز [الإنجليزية]‏. تقوم بأداء صوت نور-أونا يوكي ياماموتو في النسخة اليابانية الأصلية ومورغان لوريه غاريت في النسخة المدبلجة من فنميشن.
- وانيوودو (輪入道 Wanyūdō؟) هو جيفتر يمتلك نوع بج سمايل الذي يحول جسمه بالكامل تحت رأسه إلى جسم كلب بج. يمكنه التحرك باستخدام جهاز يشبه عجلة الهامستر يُعتبر وسيلته للنقل. يقوم بأداء صوته في النسخة المدبلجة من فنميشن مارك فيكرت.
- هوكمان (ホークマン Hōkuman؟) هو جيفتر يمتلك نوع باز سمايل الذي تسبب في نمو طائر باز أخضر من ظهره، حيث يعمل رأس الباز كغطاء له وتمنحه الأجنحة القدرة على الطيران. يقوم بأداء صوته هيرومي ميازاكي في النسخة اليابانية الأصلية.
- أغيها ومان (AGEHAウーマン Ageha Ūman؟) هي جيفتر تمتلك نوع فراشات خطافية الذيل سمايل الذي يمنحها قرون استشعار وأجنحة الفراشة الخطافية. تقوم بأداء صوتها ماي أيزاوا في النسخة اليابانية الأصلية، وإميلي لوبيز في النسخة المدبلجة من فنميشن.
- كوشي فالكون (KOSHIファルコン Koshi Farukon؟) هو جيفتر يمتلك نوع صقر سمايل الذي يمنحه أجنحة صقر وردية اللون.
- هورس مان (ホースマン Hōsuman؟) هو جيفتر ومرافق لبياو هوانغ، ويمتلك نوع حصان سمايل الذي يمنحه رأس حصان. يقوم بأداء صوته كازوماسا فوكوغاوا في النسخة اليابانية الأصلية.
- بي قيرل (ビーガール Bīgāru؟) هي جيفتر تمتلك نوع دبور سمايل الذي يمنحها أجنحة دبور وأذرع إضافية. تتراجع عن ولائها عندما تتأثر بقدرة فاكهة الشيطان التي تمتلكها كوروزومي تاما.
- جامبر (ジャンパー Janpā؟) هو جيفتر يمتلك نوع جندب صيني سمايل الذي يمنحه فكوك وأجنحة الجندب الصيني. يتراجع عن ولائه عندما يتأثر بقدرة فاكهة الشيطان الخاصة بكوروزومي تاما.
- باتامان (バッタマン Battaman؟) هو جيفتر يمتلك نوع جندب الجاستريمارجوس سمايل الذي يمكنه من تحويل أصابعه إلى مخالب حادة. يتراجع عن ولائه عندما يتأثر بقدرة فاكهة الشيطان الخاصة بكوروزومي تاما.
- كاماكيري قيرل (カマキリガール Kamakirigāru؟) هي جيفتر تمتلك نوع السرعوف سمايل الذي يمنحها مخالب السرعوف بدلاً من يديها. تم أداء صوت كاماكيري قيرل بواسطة هيتومي أويدا في النسخة اليابانية الأصلية ومن قِبل مونيت ليرنر في الدبلجة الإنجليزية من فنميشن.
- ريد وولف (レッドウルフ Reddo Urufu؟) هو جيفتر يمتلك نوع ذئب سمايل الذي يمنحه جذعاً يشبه الذئب.
- بيشونوري-أونا (びしょ濡れ女 Bishonure-Onna؟) هي جيفتر وفية لبلاك ماريا، وتمتلك نوع بايثون سمايل الذي يمكنها من فتح فكها بشكل يشبه الأفعى وإفراز المخاط.
- يامانبا (山姥 Yamanba؟) هي جيفتر ذات طول فوق المتوسط وتابعة لبلاك ماريا، وتمتلك قدرة سمايل لأفعى الجرذ الياباني، والتي لا تزال غير معروفة.
- تريو ذا غريب (トリオ・ザ・グリップ Torio za Gurippu؟) هم ثلاثة جيفترز لم يُذكر اسمهم وظهروا فقط في الأنمي، وشاركوا في الهجوم على زو. أحد الأعضاء تناول نوع بات سمايل الذي حول ساعده إلى خفاش. العضو الثاني تناول نوع سنيك سمايل الذي حول ذراعه اليمنى إلى أفعى. العضو الثالث تناول نوع غير معرف من سمايل القشريات الذي حول ذراعه اليسرى إلى مخلب قشري.
- بيرمان (ベアマン Beaman؟) هو جيفتر ظهر فقط في الأنمي. يمتلك سمايل الدب الذي مكنه من أن يكون رأسه في فم دب أخضر بعينين مثل الأزرار الخضراء والذي استبدل جسمه الأصلي. وبعكس الدببة الحقيقية، يمتلك بيرمان مخالب قابلة للسحب. قاتل لوفي في سجن أودون بعد هزيمة باتمان وغزالمان، لكنه هُزم من قبل لوفي. يتم أداء صوت بيرمان بواسطة كين يو في النسخة اليابانية الأصلية وجوناثان ريغ في دبلجة فنميشن.

#### فيلق المدرعين
فيلق المدرعين (装甲部隊 Sōkō Butai) هو مجموعة من الشينوتشي والجيفترز يعملون لدى ساساكي وقد تناولوا فاكهة سمايل التي تعتمد على حيوانات ذات جلود أو أصداف صلبة. العديد من أعضائها انشقوا بعد أن تم ترويضهم بواسطة قدرة فاكهة الشيطان الخاصة بكوروزومي تاما.
- سايتانك (サイタンク Saitanku؟) هو جيفتر وعضو في فيلق المدرعين. نوع فاكهة سمايل الذي يمتلكها والمتعلقة بحيوان وحيد القرن تسبب في استبدال ساقيه السفليتين بوَحيد قرن كبير بحيث يظهر خصره من خلف رقبة وَحيد القرن. يعمل كوسيلة نقل لساساكي عن طريق حمل عرش ساساكي.
- بيسلي (ビズリー Bizurī؟) هو شينوتشي وعضو في فيلق المدرعين. نوع فاكهة سمايل الخاصة به والمتعلقة بالقنفذ تستبدل لحيته وشعره بأشواك القنفذ.
- سكوربيون ليدي (スコーピオンレディ Sukōpionredi؟) هي جيفتر وعضوة في فيلق المدرعين. نوع فاكهة سمايل الخاصة بها والمتعلقة بالعقرب تمنحها مخالب وأرجل إضافية كالعقرب.
- أوسونورو (うすのろ Usunoro؟) هو شينوتشي وعضو في فيلق المدرعين. نوع فاكهة سمايل الخاصة به والمتعلقة بالسلحفاة العملاقة تستبدل الجزء السفلي من جسده بجسم سلحفاة عملاقة مما يجعله أبطأ.
- نوكوكوا بوليس (ノコクワポリス Nokokuwaporisu؟) هو شينوتشي طويل القامة وعضو في فيلق المدرعين. نوع فاكهة سمايل الخاصة به والمتعلقة بخنفساء الكوا اليابانية تمنحه فكّي خنفساء الكوا اليابانية على كتفيه وأذرع إضافية.
- بيتلمان (ビートルマン Bītoruman؟) هو جيفتر وعضو في فيلق المدرعين. نوع فاكهة سمايل الخاصة به والمتعلقة بخنفساء وحيد القرن تمنحه قرن خنفساء وحيد القرن يخرج من جبهته وأذرع إضافية.
- كوكاساس مان (コーカサス人 Kōkasasuhito؟) هو جيفتر وعضو في فيلق المدرعين. نوع فاكهة سمايل الخاصة به والمتعلقة بخنفساء القوقاز تمنحه قرون خنفساء القوقاز وأذرع إضافية.

#### الميريز
الميريز (メアリーズ Mearīzu، يعرفون أيضًا باسم: الهيدلاينرز) هم مجموعة المراقبة لقراصنة الوحوش ويتكون من البشر والحيوانات السيبورغية الذين يرتدون أقنعة ورقية وينقلون معلوماتهم إلى كايدو. القادة الرئيسيين للميريز هم:
- باو هونج (バオファン Baofan؟) هي شينوتشي وعضو في مجموعة الميريز. نوع فاكهة سمايل الخاصة بها والمتعلقة بالسنجاب الطائر يمنحها ذيل سنجاب طائر كبير يظهر من ظهرها ويمكنها من الطيران. تُؤدي صوتها ريوكو شيرايشي في النسخة اليابانية الأصلية ومولي تشانغ في دبلجة فنميشن.
- كايمان ليدي (カイマンレディ Kaiman Redi؟) هي واحدة من الجيفترز وعضو في مجموعة الميريز والتي تجعل فاكهة سمايل الخاصة بالكيامن تظهر كيامن مقلوبًا في مكان ساقيها. تُؤدي صوتها ماكي تسوروتا في النسخة اليابانية الأصلية.
- تشوتشينمان (提灯マン Chōchinman؟) هو جيفتر وعضو في مجموعة الميريز. تمنحه فاكهة سمايل الخاصة بالفسميد أطرافًا طويلة.

#### النمبرز
النمبرز (ナンバーズ Nanbāzu) هي مجموعة من العمالقة الاصطناعيين يشبهون الحيوانات وقد تم إنشاؤهم في بانك هازارد. يخدمون قراصنة الوحوش، ومن المعروف أنهم يشربون بشكل فوضوي مما يزعج كوين. تتكون المجموعة من:
- إنبي (一美 Inbi؟) هو أحد أفراد النمبرز ويتميز بمظهر يشبه الشيطان. يؤدي صوته يوهي آزاكامي في النسخة اليابانية الأصلية.
- فوجا (二牙 Fūga؟) هو أحد أفراد النمبرز ويتميز بمظهر يشبه القنطور بسبب تناوله لفاكهة سمايل من نوع الحصان. يؤدي صوته تاكايوكي كوندو في النسخة اليابانية الأصلية.
- زانكي (三鬼 Zanki؟) هو أحد أفراد النمبرز ويمتلك قروناً نحيلة تتجه نحو الخارج. يؤدي صوته كوجي تاكيدا في النسخة اليابانية الأصلية.
- جاكي (四鬼 Jaki؟) هو أحد أفراد النمبرز ويتميز بامتلاكه للأنياب. يؤدي صوته ياسونوري ماسوتاني في النسخة اليابانية الأصلية وكامين كيسي في النسخة المدبلجة من فنميشن.
- غوكي (五鬼 Gōki؟) هو أحد أفراد النمبرز ويتميز برقبة طويلة. يؤدي صوته ماسايا تاكاتسوكا في النسخة اليابانية الأصلية.
- روكي (六鬼 Rokki؟) هو أحد أفراد النمبرز ويمتاز بكونه أصلعًا، ويمتلك قرونًا سوداء، وشعر جسم، ووشوم مختلفة على جسده.
- نانجي (七鬼 Nangi؟) هو أحد أفراد النمبرز ويشبه الأوني التقليدي، ولديه لحية وشعر أخضر. يؤدي صوته يوسي أودا في النسخة اليابانية الأصلية.
- هاتشا (八茶 Hatcha؟) يبلغ طوله 219 قدمًا وهو أحد أفراد النمبرز ويشبه كائنًا بشريا ذو قرون كبير الحجم. يؤدي صوته هيروفومي ميازاكي في النسخة اليابانية الأصلية.
- كونيون (九忍 Kunyun؟) هي إحدى أفراد النمبرز وتبدو كإنسانة ذات قرون أكبر حجمًا، مع أنياب تشبه الأفعى وشعر يصل إلى الخصر. تؤدي صوتها هيناكو تاكاهاشي في النسخة اليابانية الأصلية وداني تشامبرز في نسخة الدبلجة الإنجليزية من فنميشن.
- جوكي (十鬼 Jūki؟) هو أحد أفراد النمبرز ويمتلك رأسًا طويلًا يشبه التنين ومظهرًا ذو تقوس في الظهر. يؤدي صوته كوجي هاراماكي في النسخة اليابانية الأصلية وألفي كوي في نسخة الدبلجة الإنجليزية من فنميشن.

#### البليجرز
البليجرز (笑う者達 Purejāzu) هم جنود القدم بمستوى متوسط الذين تناولوا فاكهة السمايل الفاشلة ولا يمكنهم سوى الشعور بالفرح. الكثير منهم انشقّ بعد أن أنقذهم تشوبر من فيروس الآيس أوني الذي صنعه كوين.

#### الويترز
الويترز (待つ者達 Weitāzu) هم الجنود ذو المستوى المنخفض الذين لم يتناولوا فاكهة السمايل بعد. بسبب إغلاق مصنع السمايل، تُرك الويترز في هذا الوضع. الكثير منهم انشقّ بعد أن أنقذهم توني توني تشوبر من فيروس الآيس أوني الذي صنعه كوين.
- ماسوي (マッスイ Massui؟) هو ويتر عضلي يرتدي قناعًا على شكل خفاش استعدادًا لليوم الذي سيُمنح فيه فاكهة السمايل. يؤدي صوته توموهيسا هاشيزومي في النسخة اليابانية الأصلية وسبنسر لايلز في نسخة الدبلجة الإنجليزية من فنميشن.
- بودوس (プドス Pudosu؟) هو ويتر طويل القامة يعمل كحارس في منجم السجناء. يؤدي صوته جيف جالنيدا في نسخة الدبلجة الإنجليزية من فنميشن.
- إيبيريبوتسو (イビリブツ Ibiributsu؟) هو ويتر ممتلئ الجسم يعمل كحارس في منجم السجناء. يجب على جميع السجناء أن يقدموا له تذاكر وجبات مقابل الدانغو الحلو. يؤدي صوته سبنسر لايلز في نسخة الدبلجة الإنجليزية من فنميشن.
- دونانويو (ドウナンノヨ Dōnannoyo؟) هو ويتر يعمل كحارس في منجم السجناء. يؤدي صوته دالتون تيندال في نسخة الدبلجة الإنجليزية من فنميشن.
- نوكوتي (ノコッティ Nokotti؟) هي ويتر نحيفة تعمل كحارسة في منجم السجناء. عندما يقيم كوين حدث السومو إنفيرنو في منجم السجناء، تعمل نوكوتي كحكم للحدث.
- أواتسورا (ウワッツラー Uwattsurā؟) هو ويتر عضلي يعمل كحارس رئيسي في منجم السجناء. يؤدي صوته براد كورتز في نسخة الدبلجة الإنجليزية من فنميشن.

## مؤدي الأصوات العربية
- زياد الرفاعي - لوفي (الحلقات 1-71)، زيف (الحلقات 20-23)
- سامر رضوان - لوفي (الحلقات 72-78)
- فادي وفائي - لوفي (الحلقات 79-104)
- محمد خير أبو حسون - باجي، كورو، أورلنغ، سموكر، سيد 3، التمساح (الصوت الثَّاني)، مورغن، دالتون
- محمد مصطفى - سانجي، مورغن، دوري
- سمر كوكش - نامي، زورو الصّغير
- مأمون الفرخ - شانكس، جانغو، موجي، هيليمبو، غين، يوساكو
- أسيمة يوسف - كوبي، بلمير
- نضال حمادي - غول دي روجر، نيزومي، تشو
- رأفت بازو - دون كريغ، ميهوك، كروكس، هيلمبو
- لينا ضوا - لوفي الصّغير، آنسة فالنتين
- عدنان عبد الجليل - غينزو
- لمى الشمندي - كايا، تشوبر
- عتاب نعيم - ألفيدا (الحلقات 46–52)، تاشيجي
- مروان فرحات - زورو، زيف (الصوت الثَّاني)
- فاطمة سعد - ألفيدا (قبل الفاكهة)
- آمال سعد الدين - نوجيكو، كورينا، كوبي
- عادل أبو حسون - أوسوبّ، كاباجي، إيس، سيد 1، موجي
- خلدون قاروط - هيروكو، سيد 5، كوزا، كروكودايل/سيد 0 (الصوت الأوَّل)
- رائد مشرف - سيد 8، سيد 9، وابل
- يحيى الكفري - سيد 2
- هشام كفارنة - توتو
- شهناز سليم - ساندي (روبن)
- نور بصمة جي
- قصي قدسية
- سراب عباس
- نادين بدرة
- غزل قصيص
- بشرى بشير
- روعة شيخاني
- نور عربي كاتبي

### Citations
1. 1 2 3 4  One Piece Log Collection: East Blue (DVD) (in Japanese). Avex Mode. 2010.
2. 1 2 3  One Piece: Volume 1: King of the Pirates (DVD). Viz Media. 2006. ISBN 978-1-59861-000-0.
3. 1 2 3 4 5 6  One Piece: Collection 1 (DVD). Funimation Entertainment. 2011. ISBN 978-1-4210-2341-0.
4. 1 2 3 4 5  Otterson, Joe (9 Nov 2021). "'One Piece' Netflix Live-Action Series Sets Main Cast". Variety (بالإنجليزية الأمريكية). Archived from the original on 2025-04-17. Retrieved 2024-11-17.
5. ↑  Toei Animation (20 أكتوبر 1999). "俺はルフィ! 海賊王になる男だ!". One Piece. موسم 1. حلقة 1. Fuji TV.
6. ↑  Toei Animation (9 أكتوبر 2004). "I'm Gonna Be King of the Pirates". One Piece. موسم 1. حلقة 1. 4Kids TV.
7. ↑  "One Piece: Season 5, Voyage Six". DVD Talk. مؤرشف من الأصل في 2017-10-11. اطلع عليه بتاريخ 2016-10-16.
8. ↑  One Piece: Volume 3: The Teller of Tales (DVD). Viz Media. 2006. ISBN:978-1-59861-002-4.
9. ↑  One Piece Log Collection: Sanji (DVD) (باليابانية). Avex Mode. 2010.
10. ↑  One Piece: Volume 5: King of the Busboys (DVD). Viz Media. 2006. ISBN:978-1-59861-004-8.
11. ↑  One Piece Log Collection: Chopper (DVD) (باليابانية). Avex Mode. 2010.
12. ↑  Nami Tamashii no Sakebi! Mugiwara no Luffy Fukkatsu!، مؤرشف من الأصل في 2017-02-10، اطلع عليه بتاريخ 2020-03-31
13. ↑  "Meet the Real Pirate King!". Shonen Jump. أغسطس 2007.
14. ↑  Sparrow، A. E. (18 أبريل 2008). "One Piece: Volume 17 Review: Tony Tony Chopper rules!". IGN Entertainment. مؤرشف من الأصل في 2011-06-15. اطلع عليه بتاريخ 2008-11-08.
15. ↑  "Fans Chat with Oda Sensei!" Shonen Jump (VIZ) #84. Volume 7, Issue 12. December 2009. 33.
16. ↑  Valdez، Nick (8 مايو 2021). "One Piece Stars Celebrate Their Vaccinations With Straw Hat Crew Photo". ComicBook.com. مؤرشف من الأصل في 2021-06-02. اطلع عليه بتاريخ 2021-05-29.
17. ↑  Gali، Namish (27 فبراير 2019). "Veronica Taylor shares life experiences with fans". The Polytechnic. مؤرشف من الأصل في 2021-06-02. اطلع عليه بتاريخ 2021-05-29.
18. ↑  Nealy، Devin (7 يونيو 2020). "One Piece: 10 Times The English Dub Was Actually Better Than The Original". موارد الكتب المصورة. مؤرشف من الأصل في 2021-06-02. اطلع عليه بتاريخ 2021-05-29.
19. ↑  One Piece Log Collection: Water Seven (DVD) (باليابانية). Avex Mode. 2011.
20. ↑  "Anime Matsuri Announces Final Round of Guests". شبكة أخبار الأنمي. 13 مارس 2008. مؤرشف من الأصل في 2009-05-27. اطلع عليه بتاريخ 2009-05-18.
21. ↑  『尾田栄一郎先生』 その２ ["Master Eiichiro Oda" Part 2]. Manganohi.jp (باليابانية). كودانشا، شوئيشا، شوغاكوكان، هاكسينشا. Archived from the original on 2008-02-04. Retrieved 2008-11-06.
22. ↑  One Piece: 10thシーズン スリラーバーク篇: Piece.01 (DVD) (باليابانية). Avex Mode. 2009.
23. ↑  One Piece: 13thシーズン インペルダウン篇: Piece.02 (DVD) (باليابانية). Avex Mode. 2011.
24. ↑  One Piece: 13thシーズン インペルダウン篇: Piece.04 (DVD) (باليابانية). Avex Mode. 2011.
25. 1 2  One Piece Log Collection: Nami (DVD) (باليابانية). Avex Mode. 2010.
26. 1 2  One Piece: Volume 7: New Crew (DVD). Viz Media. 2007. ISBN:978-1-59861-006-2.
27. ↑  Kimlinger, Carl (3 يونيو 2008). "Review: One Piece: DVD—Season 1 Part 1 Uncut". Anime News Network. مؤرشف من الأصل في 2011-11-18. اطلع عليه بتاريخ 2011-12-06.
28. ↑  Del Rosario, Alexandra (6 Jun 2022). "Netflix 'One Piece' Live-Action Series Adds Six To Cast; Star Iñaki Godoy & Showrunners Tease Epic Sets". Deadline (بالإنجليزية الأمريكية). Archived from the original on 2024-12-25. Retrieved 2023-09-01.
29. ↑  6thシーズン 空島·スカイピア篇: Piece.03 (DVD) (in Japanese). Avex Mode. 2004.
30. ↑  One Piece: Season 3: First Voyage (DVD). Funimation Entertainment. 2010. ISBN 978-1-4210-2119-5.
31. ↑  One Piece: 12thシーズン 女ヶ島篇: Piece.01 (DVD) (باليابانية). Avex Mode. 2011.
32. 1 2  Oda، Eiichiro (2019). "957 Ultimate". Oden's Adventure. One Piece. شوئيشا. ج. 95. ISBN:978-1974718139.
33. ↑  One Piece: 11thシーズン シャボンディ諸島篇: Piece.04 (DVD) (باليابانية). Avex Mode. 2011.
34. ↑  One Piece: 10thシーズン スリラーバーク篇: Piece.03 (DVD) (باليابانية). Avex Mode. 2009.
35. ↑  "Christopher Guerrero (63 Character Images)". Behind The Voice Actors (بالإنجليزية الأمريكية). Archived from the original on 2021-01-28. Retrieved 2021-01-27.

### One Piecemanga

#### Entire series
- Oda, Eiichiro. One Piece. 93 vols. San Francisco: فيز ميديا, 2003–2020.
- Oda, Eiichiro. ワンピース [One Piece] (in Japanese). 96 vols. Tokyo: شوئيشا, 1997–2020.

#### Individual volumes
- Vol. 1 (ch. 1–8): Romance Dawn. June 2003. (ردمك 978-1-56931-901-7). and Romance Dawn —冒険の夜明け— (in Japanese). December 1997. (ردمك 978-4-08-872509-3).
- Vol. 2 (ch. 9–17): Buggy the Clown. November 2003. (ردمك 978-1-59116-057-1). and Versus!! バギー海賊団 (in Japanese). April 1998. (ردمك 978-4-08-872544-4).
- Vol. 3 (ch. 18–26): Don't Get FooledШню Again. March 2004. (ردمك 978-1-59116-184-4). and 偽れぬもの (in Japanese). June 1998. (ردمك 978-4-08-872569-7).
- Vol. 4 (ch. 27–35): The Black Cat Pirates. July 2004. (ردمك 978-1-59116-337-4). and 三日月 (in Japanese). August 1998. (ردمك 978-4-08-872594-9).
- Vol. 5 (ch. 36–44): For Whom the Bell Tolls. November 2004. (ردمك 978-1-59116-615-3). and 誰が為に鐘は鳴る (in Japanese). October 1998. (ردمك 978-4-08-872619-9).
- Vol. 6 (ch. 45–53): The Oath. March 2005. (ردمك 978-1-59116-723-5). and 誓い (in Japanese). December 1998. (ردمك 978-4-08-872642-7).
- Vol. 7 (ch. 54–62): The Crap-Geezer. July 2005. (ردمك 978-1-59116-852-2). and クソジジイ (in Japanese). March 1999. (ردمك 978-4-08-872683-0).
- Vol. 8 (ch. 63–71): I Won't Die. October 2005. (ردمك 978-1-4215-0075-1). and 死なねェよ (in Japanese). April 1999. (ردمك 978-4-08-872712-7).
- Vol. 9 (ch. 72–81): Tears. January 2006. (ردمك 978-1-4215-0191-8). and 涙 (in Japanese). July 1999. (ردمك 978-4-08-872735-6).
- Vol. 10 (ch. 82–90): OK, Let's Stand Up!. April 2006. (ردمك 978-1-4215-0406-3). and OK, Let's Stand Up! (in Japanese). October 1999. (ردمك 978-4-08-872773-8).
- Vol. 11 (ch. 91–99): The Meanest Man in the East. July 2006. (ردمك 978-1-4215-0663-0). and 東一番の悪 (in Japanese). December 1999. (ردمك 978-4-08-872797-4).
- Vol. 12 (ch. 100–108): The Legend Begins. October 2006. (ردمك 978-1-4215-0664-7). and 伝説は始まった (in Japanese). February 2000. (ردمك 978-4-08-872822-3).
- Vol. 13 (ch. 109–117): Its All Right!!!. January 2007. (ردمك 978-1-4215-0665-4). and 大丈夫!!! (in Japanese). April 2000. (ردمك 978-4-08-872863-6).
- Vol. 14 (ch. 118–126): Instinct. April 2007. (ردمك 978-1-4215-1091-0). and 本能 (in Japanese). July 2000. (ردمك 978-4-08-872888-9).
- Vol. 15 (ch. 127–136): Straight Ahead!!!. August 2007. (ردمك 978-1-4215-1092-7). and まっすぐ!!! (in Japanese). September 2000. (ردمك 978-4-08-873009-7).
- Vol. 16 (ch. 137–145): Carrying on His Will. November 2007. (ردمك 978-1-4215-1093-4). and 受け継がれる意志 (in Japanese). December 2000. (ردمك 978-4-08-873045-5).
- Vol. 17 (ch. 146–155): Hiruluk's Cherry Blossoms. March 2008. (ردمك 978-1-4215-1511-3). and ヒルルクの桜 (in Japanese). February 2001. (ردمك 978-4-08-873073-8).
- Vol. 18 (ch. 156–166): Ace Arrives. June 2008. (ردمك 978-1-4215-1512-0). and エース登場 (in Japanese). April 2001. (ردمك 978-4-08-873100-1).
- Vol. 19 (ch. 167–176): Rebellion. October 2008. (ردمك 978-1-4215-1513-7). and 反乱 (in Japanese). July 2001. (ردمك 978-4-08-873133-9).
- Vol. 20 (ch. 177–186): Showdown at Alubarna. February 2009. (ردمك 978-1-4215-1514-4). and 決戦はアルバーナ (in Japanese). September 2001. (ردمك 978-4-08-873158-2).
- Vol. 21 (ch. 187–195): Utopia. June 2009. (ردمك 978-1-4215-2429-0). and 理想郷 (in Japanese). December 2001. (ردمك 978-4-08-873194-0).
- Vol. 22 (ch. 196–205): Hope!!. October 2009. (ردمك 978-1-4215-2430-6). and Hope!! (in Japanese). February 2002. (ردمك 978-4-08-873222-0).
- Vol. 23 (ch. 206–216): Vivi's Adventure. December 2009. (ردمك 978-1-4215-2844-1). and ビビの冒険 (in Japanese). April 2002. (ردمك 978-4-08-873252-7).
- Vol. 24 (ch. 217–226): People's Dreams. January 2010. (ردمك 978-1-4215-2845-8). and 人の夢 (in Japanese). July 2002. (ردمك 978-4-08-873282-4).
- Vol. 25 (ch. 227–236): The 100 Million Berry Man. January 2010. (ردمك 978-1-4215-2846-5). and 一億の男 (in Japanese). September 2002. (ردمك 978-4-08-873313-5).
- Vol. 26 (ch. 237–246): Adventure on Kami's Island. January 2010. (ردمك 978-1-4215-3442-8). and 神の島の冒険 (in Japanese). December 2002. (ردمك 978-4-08-873336-4).
- Vol. 27 (ch. 247–255): Overture. January 2010. (ردمك 978-1-4215-3443-5). and 序曲 (in Japanese). February 2003. (ردمك 978-4-08-873379-1).
- Vol. 28 (ch. 256–264): Wyper the Berserker. January 2010. (ردمك 978-1-4215-3444-2). and 「戦鬼」ワイパー (in Japanese). May 2003. (ردمك 978-4-08-873418-7).
- Vol. 29 (ch. 265–275): Oratorio. February 2010. (ردمك 978-1-4215-3445-9). and 聖譚曲 (in Japanese). July 2003. (ردمك 978-4-08-873480-4).
- Vol. 30 (ch. 276–285): Cappricio. February 2010. (ردمك 978-1-4215-3446-6). and 狂想曲 (in Japanese). October 2003. (ردمك 978-4-08-873502-3).
- Vol. 31 (ch. 286–295): We'll Be Here. February 2010. (ردمك 978-1-4215-3447-3). and ここにいる (in Japanese). December 2003. (ردمك 978-4-08-873551-1).
- Vol. 32 (ch. 296–305): Love Song. February 2010. (ردمك 978-1-4215-3448-0). and 島の歌声 (in Japanese). March 2004. (ردمك 978-4-08-873571-9).
- Vol. 33 (ch. 306–316): Davy Back Fight. February 2010. (ردمك 978-1-4215-3449-7). and Davy Back Fight!! (in Japanese). June 2004. (ردمك 978-4-08-873593-1).
- Vol. 34 (ch. 317–327): The City of Water, Water Seven. March 2010. (ردمك 978-1-4215-3450-3). and 「水の都」ウォーターセブン (in Japanese). August 2004. (ردمك 978-4-08-873638-9).
- Vol. 35 (ch. 328–336): Captain. March 2010. (ردمك 978-1-4215-3451-0). and 船長 (in Japanese). November 2004. (ردمك 978-4-08-873667-9).
- Vol. 36 (ch. 337–346): The Ninth Justice. March 2010. (ردمك 978-1-4215-3452-7). and 9番目の正義 (in Japanese). February 2005. (ردمك 978-4-08-873768-3).
- Vol. 37 (ch. 347–357): Tom. March 2010. (ردمك 978-1-4215-3453-4). and トムさん (in Japanese). April 2005. (ردمك 978-4-08-873802-4).
- Vol. 38 (ch. 358–367): Rocketman!!. March 2010. (ردمك 978-1-4215-3454-1). and ロケットマン!! (in Japanese). July 2005. (ردمك 978-4-08-873839-0).
- Vol. 39 (ch. 368–377): Scramble. April 2010. (ردمك 978-1-4215-3455-8). and 争奪戦 (in Japanese). November 2005. (ردمك 978-4-08-873872-7).
- Vol. 40 (ch. 378–388): Gear. April 2010. (ردمك 978-1-4215-3456-5). and ギア (in Japanese). December 2005. (ردمك 978-4-08-874003-4).
- Vol. 41 (ch. 389–399): Declaration of War. April 2010. (ردمك 978-1-4215-3457-2). and 宣戦布告 (in Japanese). April 2006. (ردمك 978-4-08-874047-8).
- Vol. 42 (ch. 400–409): Pirates vs. CP9. April 2010. (ردمك 978-1-4215-3458-9). and 海賊 VS CP9 (in Japanese). July 2006. (ردمك 978-4-08-874127-7).
- Vol. 43 (ch. 410–419): Legend of a Hero. April 2010. (ردمك 978-1-4215-3459-6). and 英雄伝説 (in Japanese). September 2006. (ردمك 978-4-08-874149-9).
- Vol. 44 (ch. 420–430): Let's Go Back. May 2010. (ردمك 978-1-4215-3460-2). and 帰ろう (in Japanese). December 2006. (ردمك 978-4-08-874287-8).
- Vol. 45 (ch. 431–440): You Have My Sympathies. May 2010. (ردمك 978-1-4215-3461-9). and 心中お察しする (in Japanese). March 2007. (ردمك 978-4-08-874314-1).
- Vol. 46 (ch. 441–449): Adventure on Ghost Island. May 2010. (ردمك 978-1-4215-3462-6). and ゴースト島の冒険 (in Japanese). July 2007. (ردمك 978-4-08-874382-0).
- Vol. 47 (ch. 450–459): Cloudy, Partly Bony. May 2010. (ردمك 978-1-4215-3463-3). and くもり時々ホネ (in Japanese). September 2007. (ردمك 978-4-08-874411-7).
- Vol. 48 (ch. 460–470): Adventures of Oars. May 2010. (ردمك 978-1-4215-3464-0). and オーズの冒険 (in Japanese). December 2007. (ردمك 978-4-08-874442-1).
- Vol. 49 (ch. 471–481): Nightmare Luffy. June 2010. (ردمك 978-1-4215-3465-7). and ナイトメア・ルフィ (in Japanese). March 2008. (ردمك 978-4-08-874485-8).
- Vol. 50 (ch. 482–491): Arriving Again. June 2010. (ردمك 978-1-4215-3466-4). and 再び辿りつく (in Japanese). June 2008. (ردمك 978-4-08-874521-3).
- Vol. 51 (ch. 492–502): The 11 Supernovas. June 2010. (ردمك 978-1-4215-3467-1). and 11人の超新星 (in Japanese). September 2008. (ردمك 978-4-08-874563-3).
- Vol. 52 (ch. 503–512): Roger and Rayleigh. June 2010. (ردمك 978-1-4215-3468-8). and ロジャーとレイリー (in Japanese). December 2008. (ردمك 978-4-08-874602-9).
- Vol. 53 (ch. 513–522): Natural Born King. June 2010. (ردمك 978-1-4215-3469-5). and 王の資質 (in Japanese). March 2009. (ردمك 978-4-08-874640-1).
- Vol. 54 (ch. 523–532): Unstoppable. July 2010. (ردمك 978-1-4215-3470-1). and もう誰にも止められない (in Japanese). June 2009. (ردمك 978-4-08-874662-3).
- Vol. 55 (ch. 533–541): A Ray of Hope. October 2010. (ردمك 978-1-4215-3471-8). and 地獄に仏 (in Japanese). September 2009. (ردمك 978-4-08-874727-9).
- Vol. 56 (ch. 542–551): Thank You. (ردمك 978-1-4215-3850-1). and ありがとう (in Japanese). December 2009. (ردمك 978-4-08-874761-3).
- Vol. 57 (ch. 552–562): Summit Battle. June 2011 (ردمك 978-1-4215-3851-8) and 頂上決戦 (in Japanese). March 2010. (ردمك 978-4-08-870010-6).
- Vol. 58 (ch. 563–573): The Name of This Era is "Whitebeard". September 2011. (ردمك 978-1-4215-3926-3). and この時代の名を"白ひげ"と呼ぶ (in Japanese). June 2010. (ردمك 978-4-08-870045-8).
- Vol. 59 (ch. 574–584): ポートガス・D・エース死す (in Japanese). August 2010. (ردمك 978-4-08-870083-0).
- Vol. 60 (ch. 585–594): 弟よ (in Japanese). November 2010. (ردمك 978-4-08-870125-7).
- Vol. 61 (ch. 595–603): Romance Dawn: For the New World (in Japanese). February 2011. (ردمك 978-4-08-870175-2).
- Vol. 62 (ch. 604–614): 魚人島の冒険 (in Japanese). May 2011. (ردمك 978-4-08-870217-9).
- Vol. 63 (ch. 615–626): オトヒメとタイガー (in Japanese). August 2011. (ردمك 978-4-08-870270-4).